# Seoul
Seoul (koreanisch 서울ⓘ [sʌ.ul/sɔʊl]; siehe auch Namen Seouls) ist die Hauptstadt Südkoreas. Der amtliche koreanische Name lautet „Besondere Stadt Seoul“ (서울특별시 Seoul Teukbyeolsi). Diese Bezeichnung weist auf den Status als Hauptstadt und auf die verwaltungspolitische Gleichstellung gegenüber den Provinzen hin (siehe auch Verwaltungsgliederung Südkoreas).
Die Einwohnerzahl von Seoul beträgt etwa 9,8 Millionen (2019). Die Stadt ist das Zentrum der Metropolregion Sudogwon (수도권, 首都圈), in der etwa 25,4 Millionen Menschen (2015) leben und damit etwa ein Drittel der gesamten Koreanischen Halbinsel. Sudogwon gilt als einer der sechs größten Ballungsräume der Welt und ist der viertgrößte Wirtschaftsraum der Welt.
Neben ihrem Status als Hauptstadt ist Seoul zudem das Finanz-, Kultur- und Bildungszentrum Südkoreas. 15 der Fortune-Global-500-Unternehmen haben ihren Hauptsitz in Seoul, darunter Samsung, LG und Hyundai. Weiterhin richtete die Stadt die Olympischen Sommerspiele 1988 aus und war einer der Austragungsorte der Fußball-Weltmeisterschaft 2002. Als historisches Zentrum Südkoreas und Ursprungsort der Koreanischen Welle und des K-Pop verzeichnete Seoul im Jahr 2018 über 9,5 Millionen Touristen und war damit die zehntmeist besuchte Stadt der Welt.
Bereits 18 v. Chr. bis 475 war Seoul die Hauptstadt des Königreichs Baekje. Von 1394 bis 1910 war sie die Hauptstadt der Reiche Joseon und des Koreanischen Kaiserreichs, als auch die der Hauptstadtprovinz Gyeonggi-do. Zur Hauptstadt der Republik Korea wurde sie im Jahr 1945 erhoben. Auch Nordkoreas Verfassung sah Seoul als rechtmäßige Hauptstadt vor, bis eine Verfassungsänderung von 1972 Pjöngjang zur Hauptstadt der Volksrepublik erhob, wo die nordkoreanische Führung seit Ende des Zweiten Weltkrieges einen provisorischen Regierungssitz eingerichtet hatte.

## Name
Das Wort „Seoul“ bedeutete ursprünglich „Hauptstadt“, hat sich jedoch zu einem Eigennamen entwickelt, der heute die Hauptstadt der Republik Korea bezeichnet.
Der Ursprung des Wortes „Seoul“ lässt sich auf die Namen der Hauptstadt von Silla, Gyeongju, zurückführen, die als Seorabeol (서라벌; 徐羅伐), Seobeol (서벌; 徐伐), Seonabeol (서나벌; 徐那伐) oder Seoyabeol (서야벌) bekannt war. Außerdem wurde die Hauptstadt des späteren Baekje-Reiches, Buyeo (扶餘), als „Soburi“ (소부리; 所夫里) bezeichnet. Diese Beispiele zeigen, dass der Begriff „Seoul“ in der Zeit der Drei Königreiche als allgemeiner Begriff für Hauptstädte verwendet wurde.
Die heutige Stadt Seoul war in der Vergangenheit ursprünglich als Wiryeseong (Hangeul: 위례성; Hanja: 慰禮城) zur Zeit des Reichs Baekje, als Hanyang (한양; 漢陽) zur Zeit Sillas, Namgyeong (남경; 南京) zur Zeit Goryeos und als Hanseong (한성; 漢城), zur Zeit Joseons bekannt gewesen. Während der japanischen Besatzung wurde Seoul in 京城 (jap. Keijō; 경성; 京城; RR: Gyeongseong) umbenannt. Nach der Befreiung wurde sich für den im Volksmund gebrauchten Namen Seoul entschieden.

## Geografie

### Geografische Lage

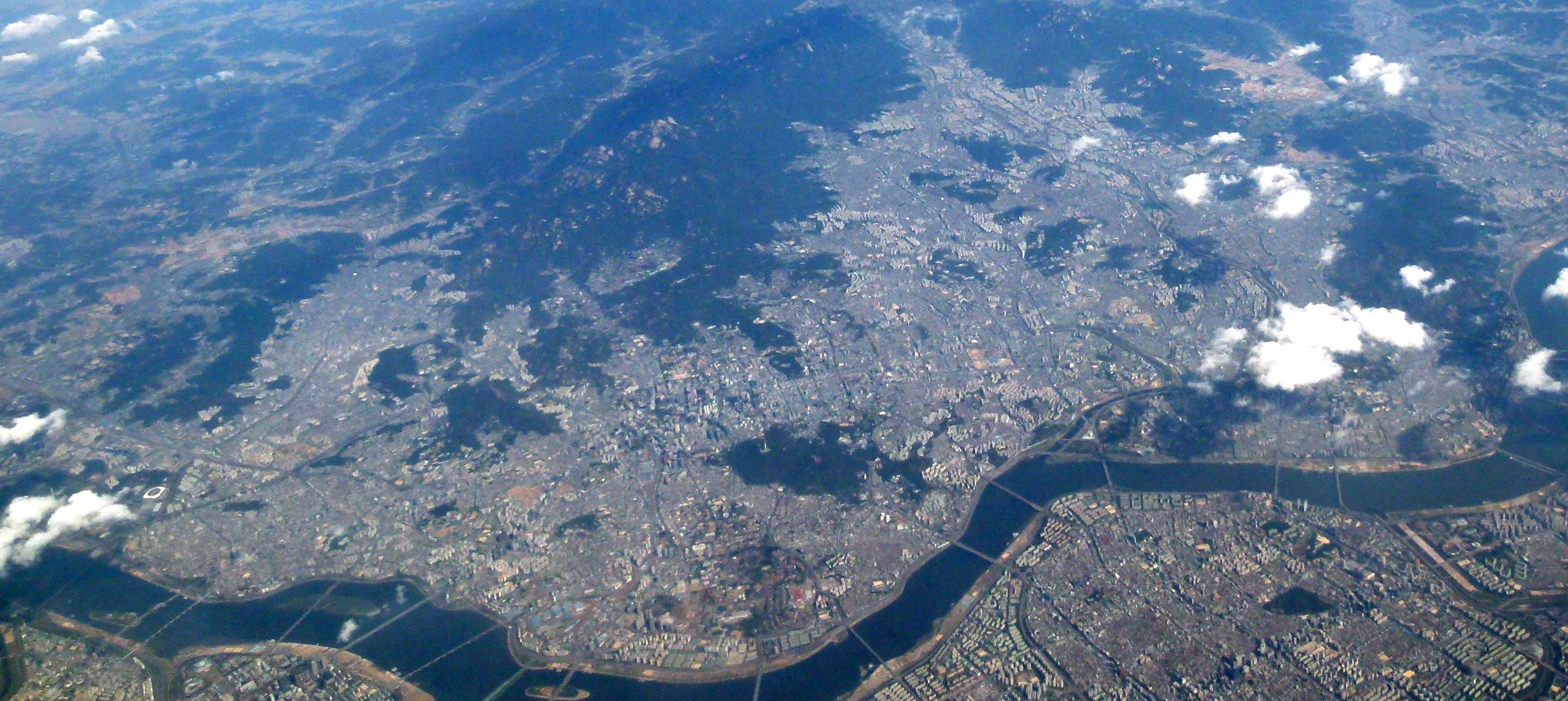
Blick auf die Stadt Seoul aus der Vogelperspektive

Die Stadt liegt im nordwestlichen Teil des Landes in Grenznähe zu Nordkorea durchschnittlich 87 Meter über dem Meeresspiegel am Unterlauf des Flusses Hangang (한강, 漢江 ‚Han-Fluss‘), dessen Oberläufe Bukhangang ‚Nord-Han-Fluss‘ und Namhangang ‚Süd-Han-Fluss‘ östlich der Stadt bei Yangsu-ri zusammenfließen. Die Stadtmitte ist von zahlreichen Bergen umgeben. In der Stadtmitte erhebt sich der Namsan (남산, 南山 ‚Südberg‘) mit Fernsehturm und Seilbahn. Der Berg Bukhansan ‚Berg nördlich des Han[gang]‘ befindet sich im Norden der Stadt, die Festung Namhansanseong im Südosten. In den umliegenden Tälern liegen viele kleine Dörfer und alte buddhistische Klöster. Südlich Seouls befindet sich der Berg Gwanaksan als wichtiges Naherholungsgebiet.
56 Kilometer nördlich von Seoul liegt auf dem 38. Breitengrad, der seit dem Koreakrieg die innerkoreanische Grenze bildet, der Ort Panmunjeom. Dort wurde am 27. Juli 1953 das Waffenstillstandsabkommen zwischen Nord- und Südkorea unterzeichnet.
Im Stadtgebiet Seouls umfließt der Hangang einige Inseln, deren wichtigste Yeouido ist. Ein Arm des Flusses wurde zur Landgewinnung trockengelegt. Der historische Kern Seouls liegt in geomantisch günstiger Lage etwas nördlich des Flusses, der hier leicht w-förmig und nach seinem Austritt aus dem Stadtgebiet in nordwestlicher Richtung nach der Insel Ganghwado und dem Gelben Meer weiterfließt, während nach Südwesten Seoul nahtlos in seine Hafenstadt Incheon übergeht.
Die geografischen Koordinaten Seouls sind 37° 34′ N, 126° 59′ O. Damit liegt es etwa auf der Breite Athens (37° 54′ N) und Lissabons (38° 43′ N).

### Stadtgliederung

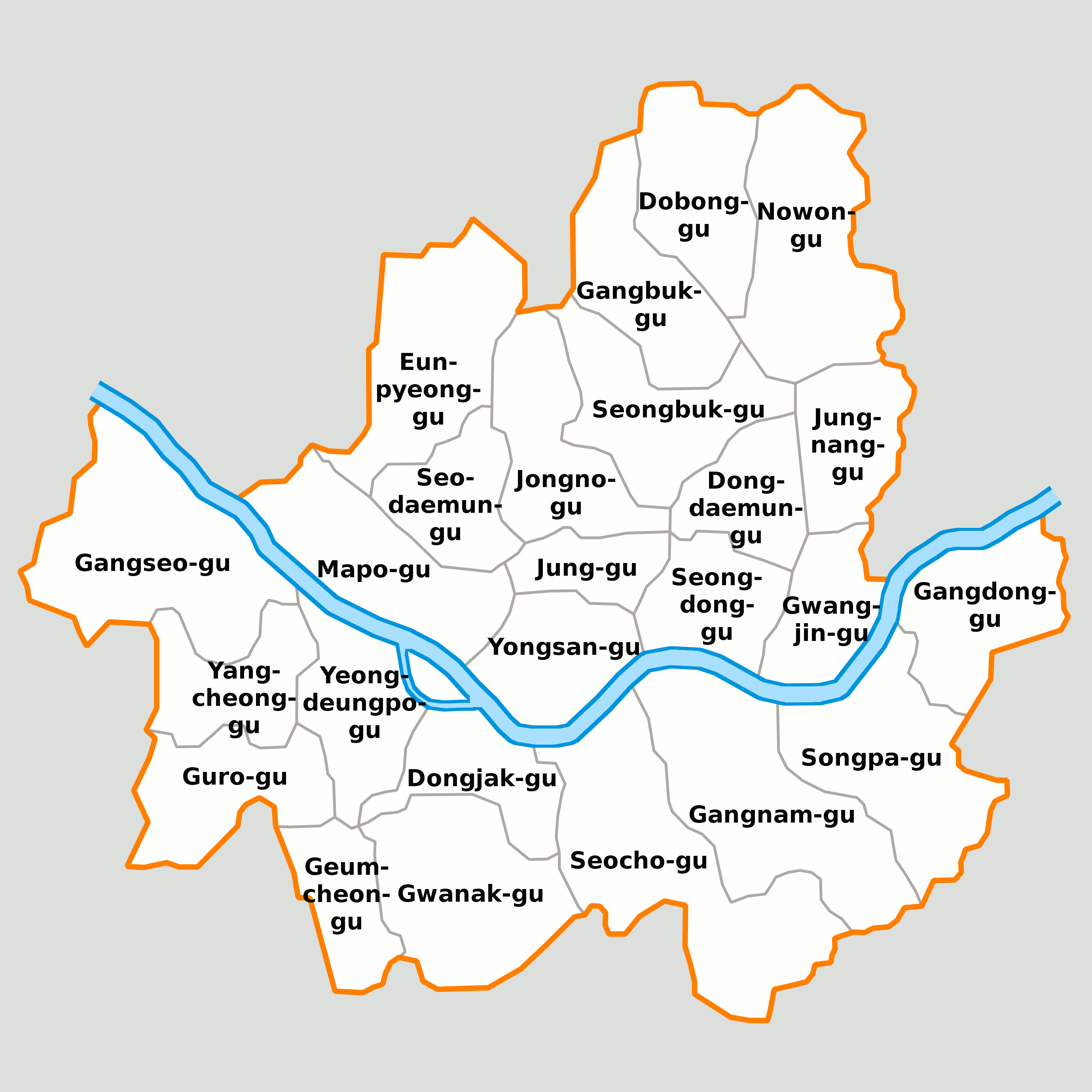
Verwaltungsgliederung

Obwohl Seoul als „Besondere Stadt“ in der Verwaltungsgliederung Südkoreas einer Provinz gleichgestellt ist, entspricht die Untergliederung derjenigen aller anderen Städte – in Stadtbezirke (구, 區 Gu) und Stadtviertel (동, 洞 Dong).
Seoul gliedert sich in 25 Stadtbezirke, deren erste sieben im Jahr 1943 eingerichtet wurden. Die Bezirke sind in 522 Dong unterteilt, diese wiederum in 13.787 Tong und diese schließlich in 102.796 Ban. Letztere werden im Alltag aber kaum genutzt. Die Stadtbezirke Seouls sind:
- Dobong-gu (도봉구, 道峰區)
- Dongdaemun-gu (동대문구, 東大門區)
- Dongjak-gu (동작구, 銅雀區)
- Eunpyeong-gu (은평구, 恩平區)
- Gangbuk-gu (강북구, 江北區)
- Gangdong-gu (강동구, 江東區)
- Gangnam-gu (강남구, 江南區)
- Gangseo-gu (강서구, 江西區)
- Geumcheon-gu (금천구, 衿川區)
- Guro-gu (구로구, 九老區)
- Gwanak-gu (관악구, 冠岳區)
- Gwangjin-gu (광진구, 廣津區)
- Jongno-gu (종로구, 鍾路區)
- Jung-gu (중구, 中區)
- Jungnang-gu (중랑구, 中浪區)
- Mapo-gu (마포구, 麻浦區)
- Nowon-gu (노원구, 蘆原區)
- Seocho-gu (서초구, 瑞草區)
- Seodaemun-gu (서대문구, 西大門區)
- Seongbuk-gu (성북구, 城北區)
- Seongdong-gu (성동구, 城東區)
- Songpa-gu (송파구, 松坡區)
- Yangcheon-gu (양천구, 陽川區)
- Yeongdeungpo-gu (영등포구, 永登浦區)
- Yongsan-gu (용산구, 龍山區).

### Klima
Seoul befindet sich in der gemäßigten Zone, die Jahresdurchschnittstemperatur beträgt 12,5 °C. Das Klima ist von starken Gegensätzen geprägt, so beträgt die Tageshöchsttemperatur im August durchschnittlich 29,6 °C, die Tagesminima liegen im Januar im Schnitt bei −5,9 °C. In den Vorstädten Seouls ist es in der Regel kühler als in der Seouler Innenstadt aufgrund des Effekts der Städtischen Wärmeinsel (urban heat island effect).
Die Sommer sind während der Monsun-Zeit (im Koreanischen 장마 Jangma genannt) von Juni bis September sehr warm und feucht, insbesondere im August. Die Tageshöchsttemperaturen liegen oft jenseits von 30 °C. Die höchste in Seoul gemessene Temperatur liegt bei 39,6 °C im August 2018. Der August ist durchschnittlich der heißeste Monat in Seoul; die Temperatur beträgt im Durchschnitt 25,7 °C. 70 % des jährlichen Niederschlags, der durchschnittlich 1450,6 Millimeter beträgt, fallen während der Monsun-Zeit, 394,7 Millimeter davon allein im regenreichsten Monat Juli. In Seoul herrscht Ostseitenklima.
Die Winter sind stark von kalten Winden aus Sibirien beeinflusst und daher sehr kalt, aber trocken. Üblicherweise wechseln sich durch eine bestimmte Hochdruckkonstellation drei sehr kalte Tage und vier wärmere Tage ab. Der kälteste Monat ist der Januar mit einer Durchschnittstemperatur von −2,4 °C, in dem mit durchschnittlich 20,8 Millimetern auch am wenigsten Niederschläge fallen. Die niedrigste Temperatur in Seoul wurde am 31. Dezember 1972 gemessen und betrug −23,1 °C. Auch wenn die kältesten Temperaturen aus den Anfangszeiten der Klimaaufzeichnungen stammen, sind Temperaturen von −10 °C keine Seltenheit.
|                       | Jan  | Feb  | Mär  | Apr  | Mai   | Jun   | Jul   | Aug   | Sep   | Okt  | Nov  | Dez  |   |         |
| Mittl. Tagesmax. (°C) | 1,5  | 4,7  | 10,4 | 17,8 | 23,0  | 27,1  | 28,6  | 29,6  | 25,8  | 19,8 | 11,6 | 4,3  | ⌀ | 17,1    |
| Mittl. Tagesmin. (°C) | −5,9 | −3,4 | 1,6  | 7,8  | 13,2  | 18,2  | 21,9  | 22,4  | 17,2  | 10,3 | 3,2  | −3,2 | ⌀ | 8,7     |
|                       |      |      |      |      |       |       |       |       |       |      |      |      |   |         |
| Niederschlag (mm)     | 20,8 | 25,0 | 47,2 | 64,5 | 105,9 | 133,2 | 394,7 | 364,2 | 169,3 | 51,8 | 52,5 | 21,5 | Σ | 1.450,6 |
|                       |      |      |      |      |       |       |       |       |       |      |      |      |   |         |
| Sonnenstunden (h/d)   | 5,2  | 5,8  | 6,1  | 6,8  | 6,9   | 6,1   | 3,9   | 4,9   | 5,9   | 6,4  | 5,1  | 4,9  | ⌀ | 5,7     |
|                       |      |      |      |      |       |       |       |       |       |      |      |      |   |         |
| Regentage (d)         | 6,5  | 5,8  | 7,4  | 7,8  | 9,0   | 9,9   | 16,3  | 14,6  | 9,1   | 6,3  | 8,7  | 7,4  | Σ | 108,8   |
|                       |      |      |      |      |       |       |       |       |       |      |      |      |   |         |
| Luftfeuchtigkeit (%)  | 59,8 | 57,9 | 57,8 | 56,2 | 62,7  | 68,1  | 78,3  | 75,6  | 69,2  | 64,0 | 62,0 | 60,6 | ⌀ | 64,4    |

| −5,9 |

| −3,4 |

| 1,6 |

| 7,8 |

| 13,2 |

| 18,2 |

| 21,9 |

| 22,4 |

| 17,2 |

| 10,3 |

| 3,2 |

| −3,2 |

| −5,9 |

| −3,4 |

| 1,6 |

| 7,8 |

| 13,2 |

| 18,2 |

| 21,9 |

| 22,4 |

| 17,2 |

| 10,3 |

| 3,2 |

| −3,2 |

### Luftqualität
In den vergangenen Jahren sind Luftverschmutzung und Feinstaub ein immer größeres politisches Thema geworden. Nach Daten der Weltgesundheitsorganisation lag der Jahresdurchschnitt der Konzentration von PM2,5 in Seoul bei 24 Mikrogramm pro Kubikmeter im Jahr 2014 und damit 2,4-mal höher als der empfohlene Maximalwert der WHO-Luftqualitätsrichtlinien. Der „Yellow-Dust“-Wüstenstaub, Emissionen aus China sowie Emissionen aus Korea und Seoul tragen zur Luftverschmutzung Seouls bei.

## Geschichte

### Ursprung
Archäologische Untersuchungen zeigen, dass sich bereits seit etwa 4000 v. Chr. Menschen am Han-Fluss ansiedelten, wo sich heute Seoul befindet. Die ersten historischen Aufzeichnungen über Seoul gehen zurück bis ins erste Jahrhundert vor Christus. Zur Zeit der Drei Reiche befand sich die Hauptstadt des Königreichs Baekje, Wiryeseong, im nordöstlichen Teil des heutigen Seouls. Aus dieser Zeit gibt es noch immer Überreste der Stadtmauer. 475 wurde die Hauptstadt nach Gongju verlegt und das Königreich Goguryeo übernahm die Kontrolle über das Gebiet. Weniger als hundert Jahre später erkämpfte sich das Silla-Reich die Kontrolle über das Gebiet. Während der Sillazeit war Seoul vermutlich nur ein kleines Dorf namens Hansanju.

### Regierung der Goryeo-Dynastie
In der späteren Phase des vereinten koreanischen Reichs Goryeo wuchs die Bedeutung von Seoul. 1068 ließ König Munjong auf dem Gebiet des heutigen Seouls einen Sommerpalast errichten und die sich zur Stadt entwickelnde Siedlung wurde Verwaltungssitz für die umliegenden Gebiete. Die Stadt wurde Namgyeong („südliche Hauptstadt“) genannt. Die eigentliche Hauptstadt war aber, abgesehen von sehr kurzen Abschnitten, das ungefähr 60 km weiter nordwestlich liegende heutige Kaesŏng.

### Herrschaft der Joseon-Dynastie

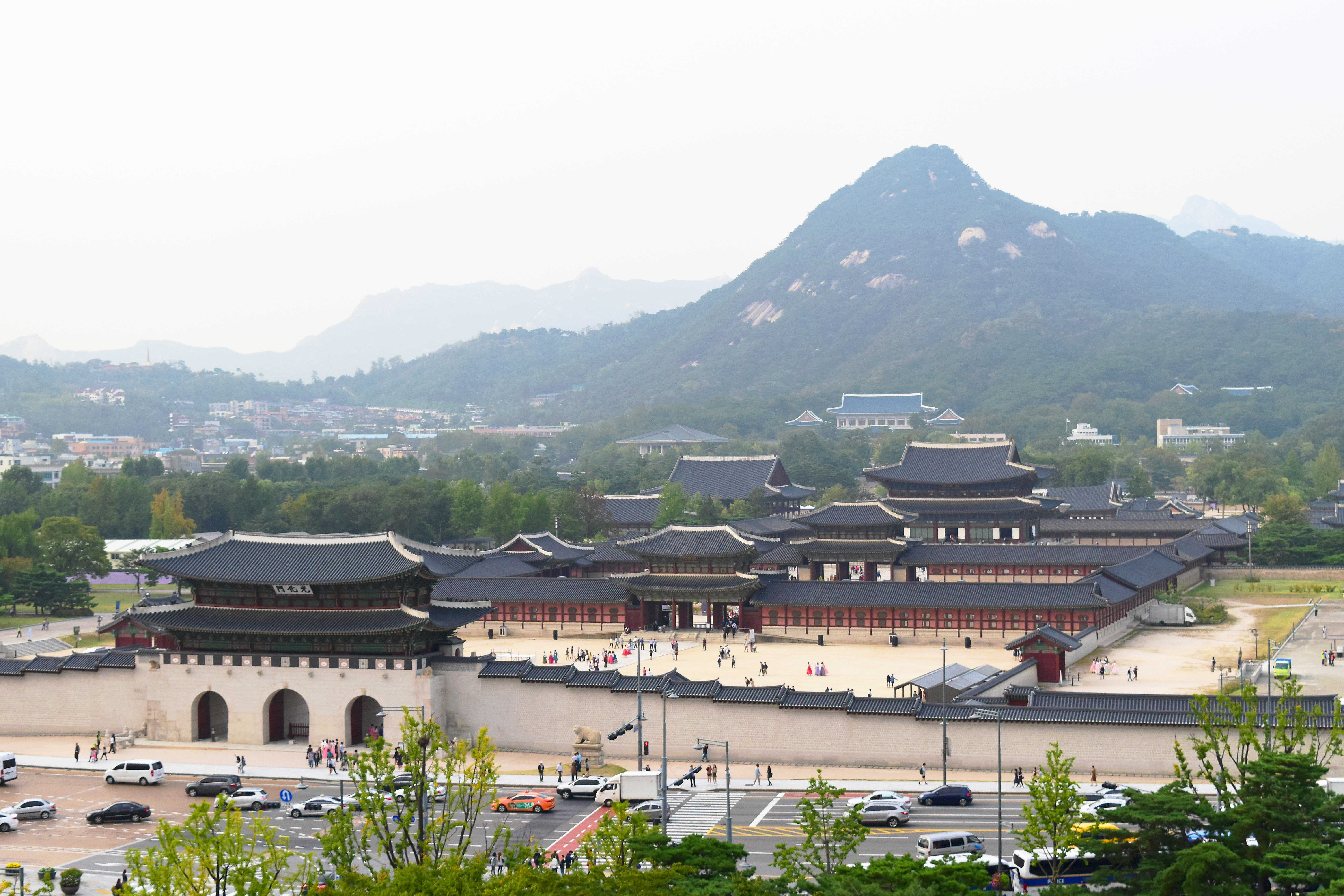
Blick auf den Gyeongbokgung

Yi Seong-gye beendete 1392 die Herrschaft Goryeos, gründete die Joseon-Dynastie und beschloss, die Hauptstadt zu verlegen. Einer Gründungsgeschichte nach galt unter Pungsu-Geomanten (Experten des Feng Shui) die Kraft der damaligen Hauptstadt Gaegyeong als aufgebraucht. Deshalb sollte am Fuße des Gyeryongsan eine neue Stadt gebaut werden. Dieser sei allerdings aus Sicht des Feng Shui nicht gut geeignet. Stattdessen sei der Ort Hanyang für die Hauptstadt einer zukünftigen Dynastie bestimmt. Der Stadt wurde im Norden durch einen Berg und im Süden durch einen Fluss Schutz geboten. Daher wurde 1394 Hanyang zur Hauptstadt Koreas ernannt und mit dem Bau eines neuen Palastes, des Gyeongbokgung, Tempeln und Stadtmauern begonnen. Die Mauer war 18 km lang und verband die vier Berge Bugaksan, Inwangsan, Namsan und Naksan, die die Stadt umgeben. Dort steht sie teilweise noch heute. Auch die wichtigsten Stadttore sind erhalten geblieben. Zwei der Tore, Sungnyemun und Heunginjimun, sind weitläufig bekannt. Die Tore wurden täglich geöffnet und geschlossen. Eine laute Glocke wurde geläutet, um dies zu signalisieren.
Weitere Palastbauten folgten. Von 1405 bis 1412 wurde der Changdeokgung errichtet, 1616 der Gyeonghuigung. Der Name der Stadt wurde später in Hanseong (한성, 漢城) geändert. Obwohl die Stadt durch ihre Lage gut zu verteidigen war und durch starke Mauern geschützt war, wurde sie im Imjin-Krieg 1592 nach der Schlacht von Chungju von den Japanern erobert, 1635 wurde sie von den Mandschuren eingenommen. Erst unter der Herrschaft König Yeongjos (1724–1776) blühte die Stadt wieder auf, da sie ihre gute Position am Hangang ausspielen konnte. Sie wuchs zu dem wichtigsten Handelszentrum heran.
1872 zog der König zurück in den Gyeongbokgung. Dieser Palast war nach der Zerstörung im Imjin-Krieg lange verfallen und war erst 1865 wiederaufgebaut worden. In der Zwischenzeit hatte der ursprünglich nicht dafür gedachte Changdeokgung als Regierungssitz fungiert.

### Einführung des Christentums in Seoul
1784 errichteten Yi Pyeok, Kweon Il-shin und Yi Seung-hun eine erste Kirche in Seoul in der Absicht, eine katholische Glaubensgemeinschaft zu gründen. Diese war von Anfang an schweren Verfolgungen ausgesetzt. Die Herrscher sahen in den Katholiken Verbündete der europäischen Kolonialmächte. Das Land sollte konfuzianisch bleiben. Als König Sunjo seinem Vorgänger Jeongjo auf den Thron folgte, setzte eine massive Verfolgung des Katholizismus ein. In den Jahren 1801, 1839–1846 und 1866–1876 kam es zu Christenverfolgungen in Seoul, die in Wellen das ganze Land erfassten. Trotzdem wuchs die Zahl der zum katholischen Glauben konvertierten Koreaner. An die Zeit der Verfolgung und die Märtyrer erinnert das Heiligtum der koreanischen Märtyrer auf dem Jeoldusan („Enthauptungsberg“) am Ufer des Hangang.
Von den Missionaren wurde das inzwischen fast vergessene koreanische Alphabet (한글 Hangeul) benutzt und propagiert, das leichter zu erlernen war als die chinesischen Zeichen (Hanja). Im Laufe des 19. Jahrhunderts wurde das Hangeul zunehmend in der Volksbildung benutzt und setzte sich als nationale Schrift Koreas durch. Diese Entwicklung förderte die Verbreitung des christlichen Glaubens, dessen Schriften alle in Hangeul veröffentlicht waren.
Mit der 1882 durch die USA erzwungenen „Öffnung“ Koreas wurde Korea verpflichtet, missionarische Aktivitäten zu dulden. 1885 kamen die methodistischen Missionare Horace Underwood und Henry Appenzellar nach Seoul, die 1886 mit presbyterianischen Missionaren die noch heute existierende Seoul Union Church gründeten, im selben Jahr gab es auch die ersten geheimen Taufen von Einheimischen. Nach Korea waren schon vorher protestantische Missionare gekommen, beispielsweise Robert Jermain Thomas, der Bibeln nach Korea schmuggelte und 1866 in Pjöngjang hingerichtet wurde.
Als Korea 1910 Japans Kolonie wurde, forderten die Japaner die Verehrung des Tennō. Dies wurde von den koreanischen Christen (anders als von japanischen Christen) als Götzendienst abgelehnt. Dadurch kam es zu Christenverfolgungen durch die Japaner, aber auch dazu, dass viele Christen in der nationalen Unabhängigkeitsbewegung mitarbeiteten. Dies und die Standhaftigkeit der Christen in der Verfolgung führte zu zahlreichen Konversionen.

### Japanische Kolonialzeit

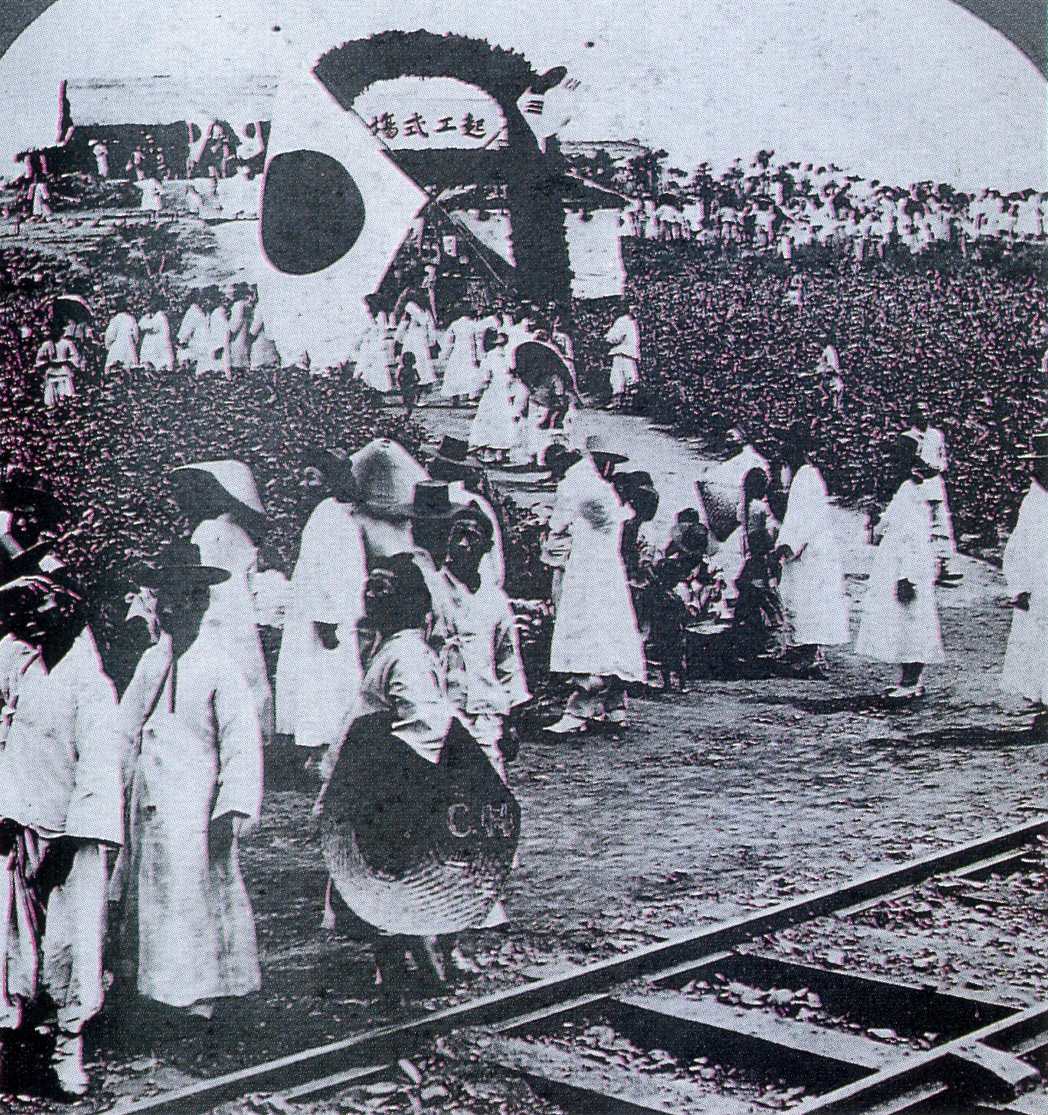
Eröffnungsfeier der Gyeongbu-Eisenbahnstrecke

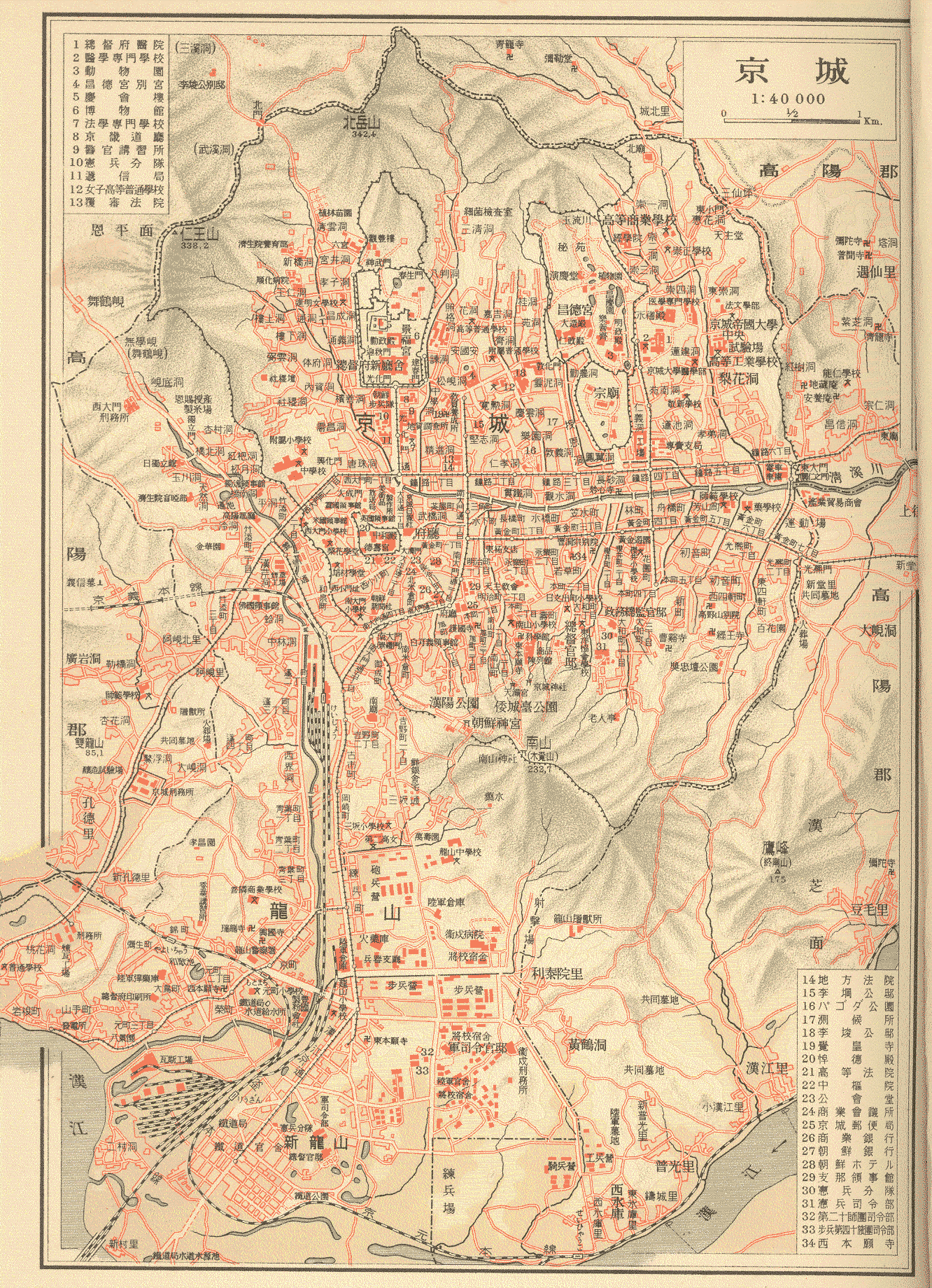
Eine Karte Keijōs von 1937

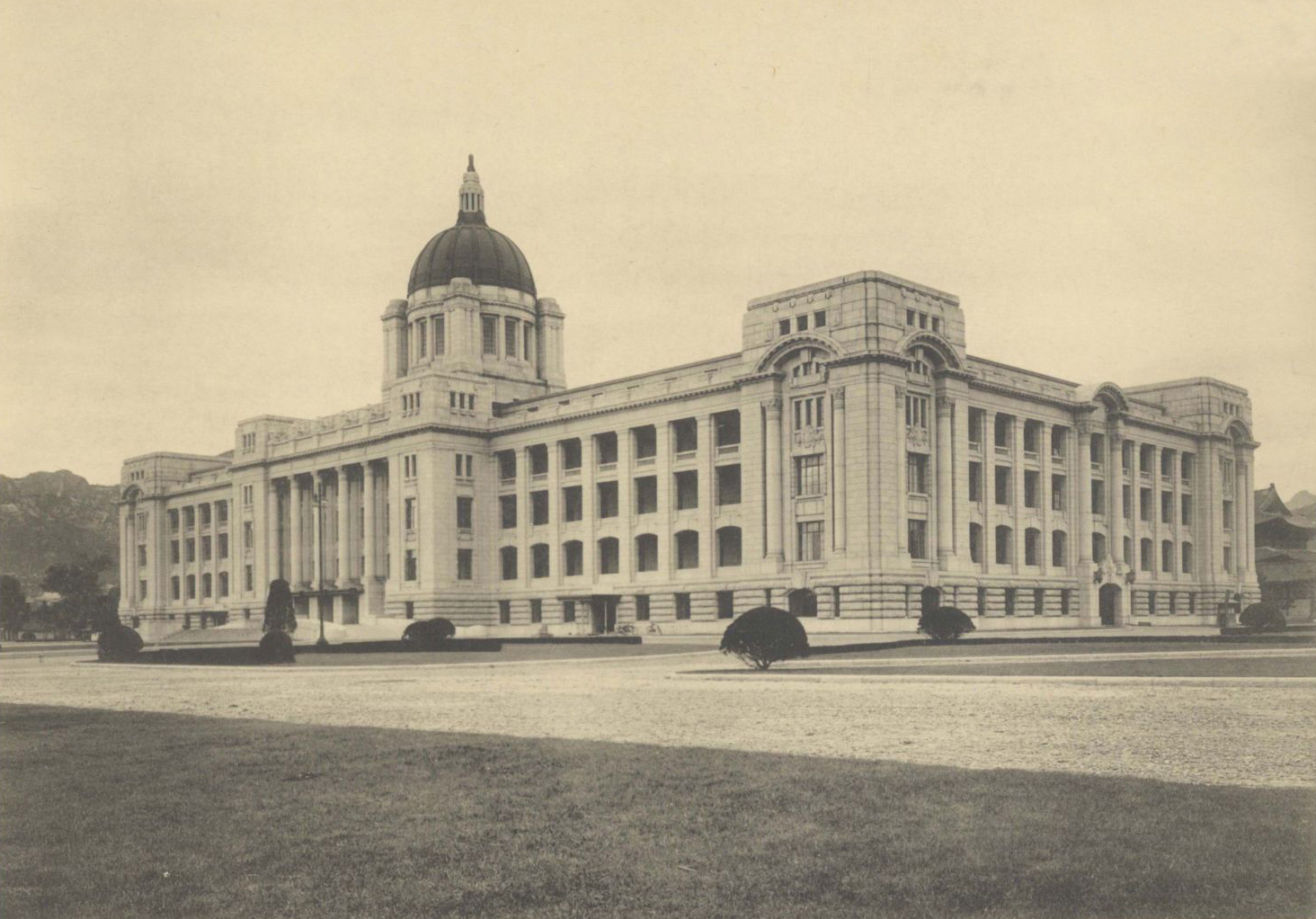
Sitz des Generalgouverneurs in Keijō

Auf Druck Japans öffnete sich Korea am 24. Februar 1876 gegenüber dem Ausland. In der Folgezeit wurden Botschaften Japans und westlicher Staaten eröffnet, auch ein deutsch-koreanisches Freundschafts- und Handelsabkommen wurde im Juni 1882 beschlossen. Ausländische Firmen siedelten sich in Seoul an und der Handel blühte weiter auf. 1888 wurden Telegrafenleitungen nach Incheon, Ŭiju und Busan eröffnet, 1899 mit der Gyeongin-Strecke ins nahe Incheon die erste Eisenbahnverbindung Seouls. Im selben Jahr nahm die elektrische Straßenbahn Seoul den Betrieb auf. Am 1. Januar 1905 wurde die wichtige Gyeongbu-Strecke nach Busan eröffnet, im November 1905 auch für den allgemeinen Verkehr. Die Einwohnerzahl, die über zwei Jahrhunderte bei 200.000 gelegen hatte, begann stetig zu wachsen, 1936 lag sie bei 730.000, 1949 bei 1.418.000 Einwohnern.
1910 wurde Korea von Japan annektiert und in das Japanische Kaiserreich mit dem Provinznamen Chōsen eingegliedert. Hanseong wurde zur Kolonialhauptstadt ernannt; Der amtliche Name der Stadt lautete während dieser Zeit Keijō (japanisch 京城; 경성 Gyeongseong, „Hauptstadt“), Hauptstadt der gleichnamigen Präfektur (京城府, Keijō-fu; Gyeongseong-bu). Die Japaner bauten die Stadt zum Zentrum der Provinz aus, vergrößerten das Stadtgebiet stark und sorgten mit großangelegten Strukturmaßnahmen für ein Aufblühen der Industrie und anderer Wirtschaftszweige. Der europäische Baustil wurde eingeführt, mit dem Versuch die traditionelle Architektur durch die der moderne zu ersetzen. Gegenüber der Bevölkerung wurde aber insbesondere während des Zweiten Weltkriegs, ähnlich wie in anderen japanisch besetzten Ländern, eine repressive Kolonialpolitik betrieben: Die koreanische Kultur wurde unterdrückt, Männer wurden in die japanische Armee genötigt oder zwangsrekrutiert und Frauen in Kriegsgebiete verschleppt und dort als sogenannte Trostfrauen in Kriegsbordellen teilweise jahrelang festgehalten. Koreanische Bauern mussten ihr Land aufgeben und Koreaner wurden gezwungen, japanische Namen anzunehmen. In Schulen wurde in japanischer Sprache unterrichtet.
Nach der Kapitulation Japans am 15. August 1945 ging dieser Teil des japanischen Kolonialreichs in die amerikanische Besatzungszone über, und Seoul wurde Sitz der US-Militärregierung (USAMGIK). Genau ein Jahr nach der Unabhängigkeit von Japan wurde die Stadt zu Seoul umbenannt. Damit trug sie nun zum ersten Mal auch offiziell diesen Namen. Mit der Gründung der Republik Korea (Südkorea) am 15. August 1948 wurde Seoul zu deren Hauptstadt. Nachdem sie unter japanischer Herrschaft mit der sie umgebenden Provinz Gyeonggi-do zusammengelegt worden war, wurde sie nun administrativ wieder aus dieser herausgelöst und bekam den Status einer besonderen Stadt, der dem einer Provinz entspricht.

### Koreakrieg

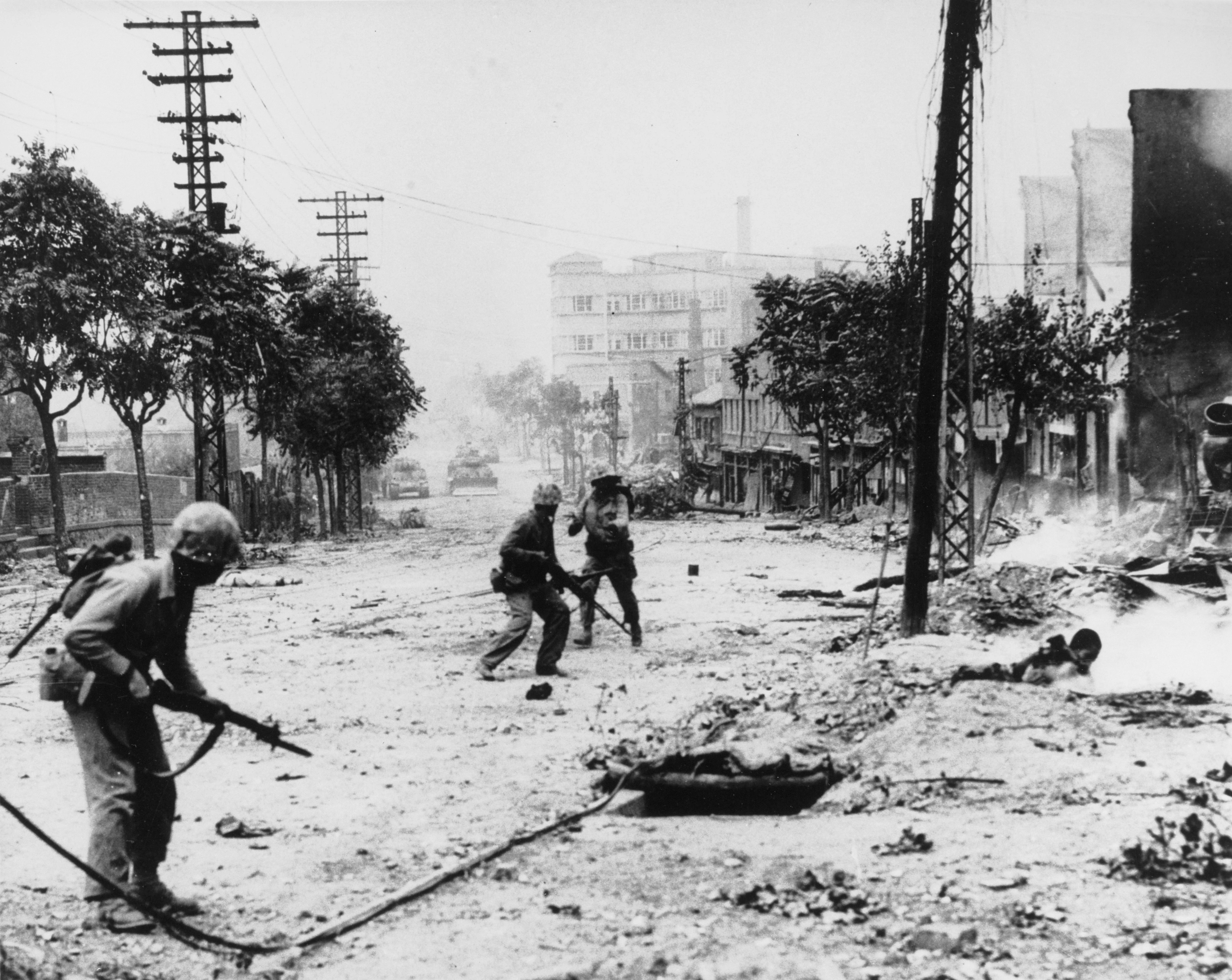
U.S. Marines bei der ersten Rückeroberung Seouls im September 1950

Am 25. Juni 1950 überschritten die Nordkoreaner die Demarkationslinie und eroberten bereits drei Tage später Seoul. Die Südkoreaner wurden bis auf einen schmalen Streifen um Busan zurückgedrängt. Erst durch die Landung von UN-Truppen (davon ca. 90 % US-Truppen) bei Incheon (28 km westlich von Seoul) wurden die Nordkoreaner empfindlich getroffen. Diese verschanzten sich in Seoul und mussten im Häuserkampf verlustreich aus der Stadt vertrieben werden. Nach dreitägigem Kampf erklärte der Befehlshaber der US-Truppen Seoul am 25. September – drei Monate nach Ausbruch des Krieges – als befreit, auch wenn in den nördlichen Vororten noch Schüsse und Artillerie zu hören waren.
Am 3. Januar 1951 mussten die Südkoreaner und Amerikaner die Stadt erneut räumen, da sie der Übermacht der mit einer chinesischen „Freiwilligen-Armee“ verbündeten Nordkoreaner nicht standhalten konnten. Am folgenden Tag wurde die Stadt von Nordkoreanern besetzt. Als Seoul am 14. März zurückerobert werden konnte, hatten die Nordkoreaner einen großen Teil der Bevölkerung entführt. Zudem war die Stadt fast vollständig zerstört. Augenzeugen berichten von einer schlimmeren Zerstörung als die von Berlin während des Zweiten Weltkrieges.
Vom Ausbruch des Krieges bis zum 1. August 1953 war Busan Regierungssitz. Seoul wurde der Status der Hauptstadt Südkoreas aber nie abgesprochen.

### Neuere Entwicklung

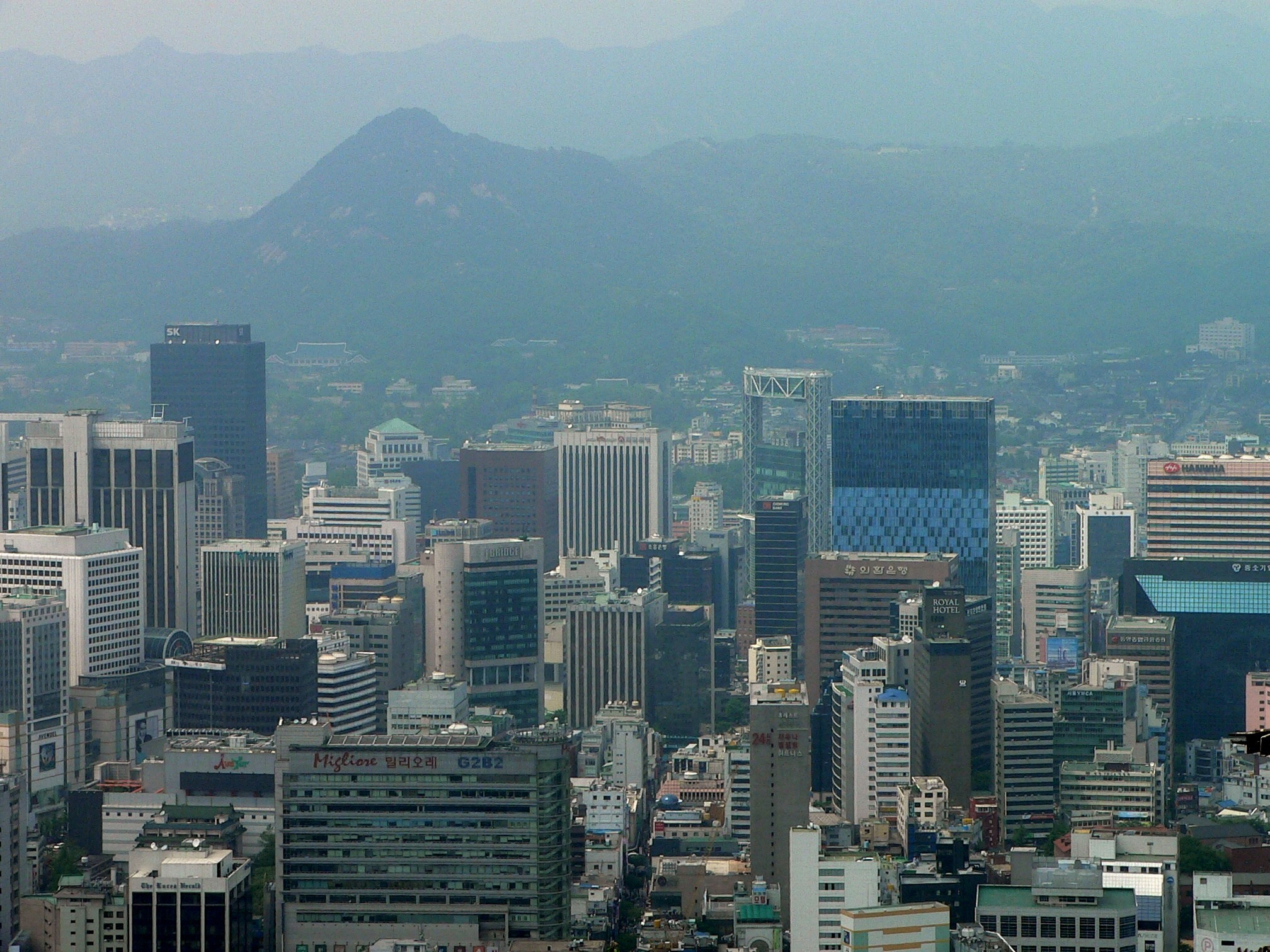
Der zentrale Bezirk Jongno

Nach dem Ende des Koreakriegs begann man mit dem Wiederaufbau und Seoul wuchs sehr rasch. War die Bevölkerungszahl während des Koreakriegs wieder deutlich eingebrochen, stieg sie in den Folgejahren rasant an. 1963 wurde die 3-Millionen-Grenze überschritten. Zusammen mit den Fünf-Jahresplänen, mit denen die Militärregierung von Park Chung-hee den wirtschaftlichen Aufschwung Südkoreas begründete, wurde auch ein Plan für die Entwicklung und Modernisierung Seouls entworfen. Die Verwaltung der Stadt wurde direkt dem Premierminister unterstellt. Das Stadtbild änderte sich massiv und es wurde wenig Rücksicht auf Traditionelles genommen. Neben Baudenkmälern wie Palästen und Tempeln finden sich kaum noch ältere Bauten als aus den 1960er-Jahren. Aufgrund der Nähe zur nordkoreanischen Grenze konnte sich Seoul nicht in den Norden ausdehnen. Das Bevölkerungswachstum wurde zunächst auf Gebiete südlich des Hangangs konzentriert. Seoul wuchs zum politischen, kulturellen und wirtschaftlichen Zentrum Südkoreas.
1968 wurde der Betrieb der Seouler Straßenbahn eingestellt, bevor am 15. August 1974 die erste U-Bahn-Linie eröffnet wurde. Das Streckennetz wird stetig erweitert, bedient auch die umliegenden Städte und ist im Westen mit der U-Bahn Incheons verbunden. Es ist eines der größten U-Bahnsysteme der Welt.
1986 war Seoul Gastgeber der 10. Asienspiele, bevor es zwei Jahre später Austragungsort der Olympischen Sommerspiele wurde. Bis 1991 wurde der Bürgermeister vom Präsidenten ernannt, seither werden er und der Stadtrat von der Bevölkerung direkt gewählt.
1994 feierte die Stadt ihren 600. Geburtstag, dabei wurde eine Zeitkapsel mit 600 Gegenständen, die das moderne Leben der Stadt repräsentieren, am Nordhang des Namsan vergraben. Das Jahr 1995 versetzte Einwohner in Besorgnis, weil verschiedene Baulichkeiten in der Stadt durch Baumängel und unwirksame behördliche Bauüberwachung zerstört wurden. Es begann mit dem Einsturz der Seongsu-Brücke über den Han-Fluss im Oktober 1994 (32 Todesopfer), setzte sich über zwei Gasexplosionen in Häusern (zusammen 113 Tote) fort und hatte einen tragischen Höhepunkt im Einsturz des Sampoong-Gebäudes. Diese schwerste, von Menschen zu verantwortende, Katastrophe in Südkorea kostete 501 Menschen das Leben, forderte 937 Verletzte und sorgte für sechs Vermisste.
Während der gemeinsam in Südkorea und Japan ausgetragenen Fußball-Weltmeisterschaft 2002 fanden in Seoul das Eröffnungsspiel, ein Vorrundenspiel sowie ein Halbfinalspiel statt.
Pläne des südkoreanischen Präsidenten Roh Moo-hyun, den Regierungssitz des Landes in die 120 Kilometer südlich von Seoul gelegene Provinz Chungcheongnam-do ins Gebiet der Stadt Gongju oder des benachbarten Landkreises Yeongi zu verlegen, sind nach massiven Protesten und der am 21. Oktober 2004 erfolgten negativen Entscheidung des koreanischen Verfassungsgerichts größtenteils gescheitert. Die Verlegung war ein Versprechen von Roh Moo-hyun während des Präsidentschaftswahlkampfes 2002, der damit eine Dezentralisierung der Verwaltung erreichen wollte. Die Stadt Sejong wurde 2007 gegründet und einige Ministerien und Behörden wurden dorthin verlegt, während viele Staatsorgane in Seoul verblieben.
2009 wurde vor dem Gyeongbokgung der Gwanghwamun-Platz eröffnet. Das Haupttor des Palastes ist das Gwanghwamun, wonach der Platz benannt ist. Auf dem Platz finden sich Statuen von König Sejong und Yi Sun-sin. König Sejong entwickelte das koreanische Alphabet und benannte das Sajeongmun in Gwanghwamun um. Der Ort entwickelte sich schnell zum zentralen Platz Seouls. 2016 versammelten sich entlang des Platzes Millionen von Menschen, um gegen die damalige Präsidentin Park Geun-hye zu demonstrieren. Direkt hinter dem Palast befinden sich das Präsidentenhaus und der Berg Bugak.

#### Massengedränge im Jahr 2022
Bei einem Massengedränge im Verlauf von Halloween-Feierlichkeiten im Ausgehviertel Itaewon-dong kamen in der Nacht vom 29. auf den 30. Oktober 2022 mindestens 156 Menschen ums Leben; mindestens 152 wurden verletzt.

## Bevölkerung

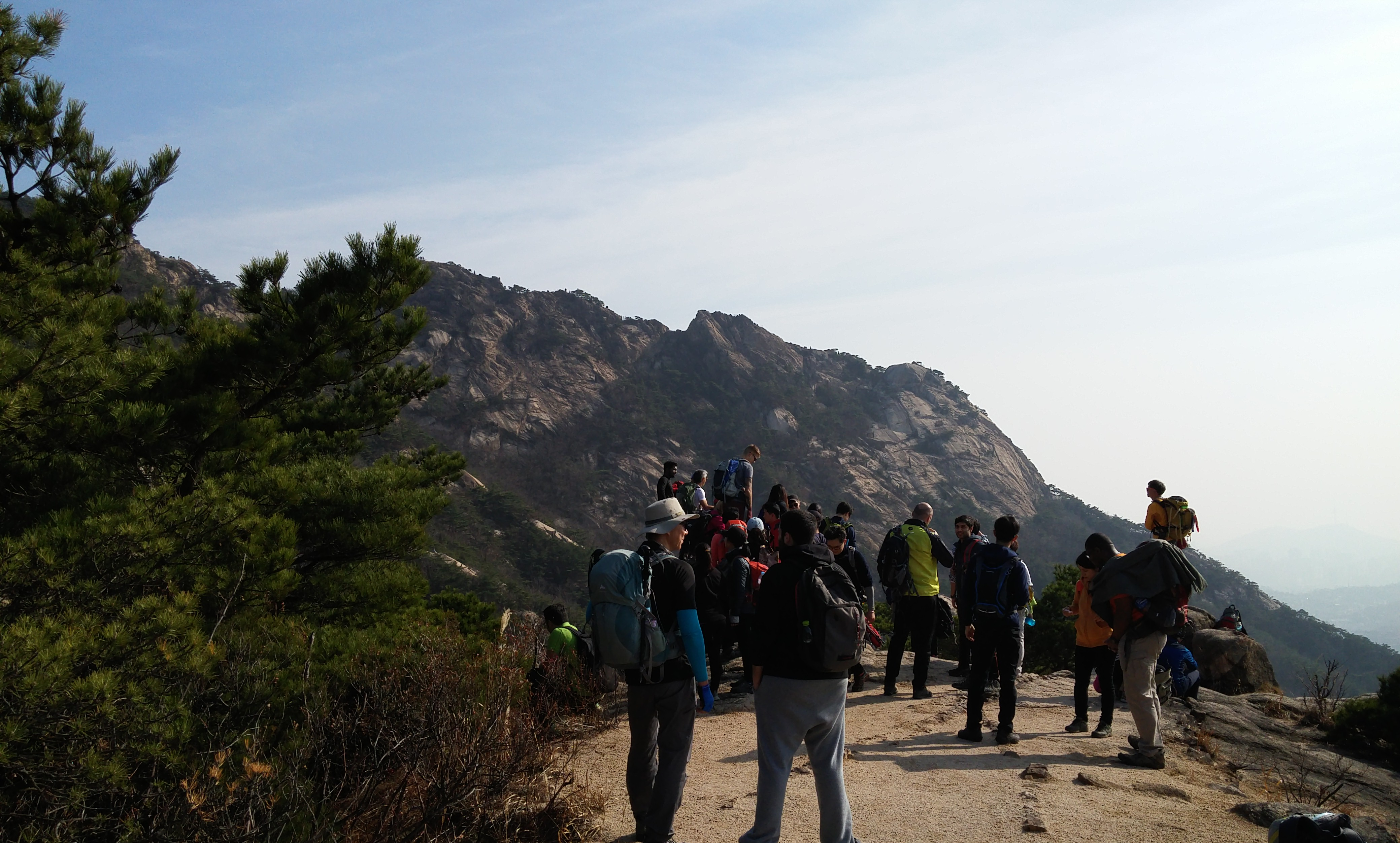
Wandern und Klettern im Bukhansan-Nationalpark gehört in Seoul zu den beliebtesten Aktivitäten.

Die Stadt Seoul hat eine sehr hohe Bevölkerungsdichte, die fast doppelt so hoch ist wie die von New York City. Die Metropolregion weist die höchste Bevölkerungsdichte der OECD in Asien auf und die zweithöchste weltweit, nach Paris.
Mit Stand 2016 lebten 404.037 ausländische Einwohner in Seoul. Knapp 60 % aller Ausländer in Südkorea leben in Seoul und der umliegenden Provinz Gyeonggi-do.
In einer Rangliste der Städte nach ihrer Lebensqualität belegte Seoul 2018 den 79. Platz unter 231 untersuchten Städten weltweit.

### Einwohnerentwicklung
Durch seine politische, ökonomische und kulturelle Vorrangstellung erlebte Seoul nach dem Zweiten Weltkrieg und dem Abzug der japanischen Kolonialmacht ein unkontrolliertes Bevölkerungswachstum. Der starke Zustrom vor allem ländlicher Bevölkerung, die großflächige Zerstörung im Koreakrieg (1950–1953) und chaotische politische und wirtschaftliche Verhältnisse führten zu einem Auseinanderklaffen zwischen Einwohnerzahl und städtischer Infrastruktur. Nachdem die Bevölkerungszahl während des Koreakrieges von 1,4 Millionen auf 650.000 zurückgegangen war, stieg sie 1953 wieder auf eine Million und bis Ende der 1980er-Jahre auf zehn Millionen. 2019 beträgt die Zahl der Einwohner rund 9,8 Millionen.
Seit Anfang der 1970er-Jahre wird versucht die Bevölkerung südlich des Hangangs anzusiedeln. Lebten 1975 nur 30 Prozent der Einwohner dort, sind es heute 60 Prozent. Auch die Anstrengungen, die Bevölkerung vermehrt in den Satellitenstädten anzusiedeln, waren erfolgreich. Seit den 1980ern stagniert das Bevölkerungswachstum im eigentlichen Stadtgebiet. Diese Städte sind mit Seoul durch ein dichtes Netz von Autobahnen, Buslinien und U-Bahnen verbunden. Die Agglomeration mit rund 20 Großstädten einschließlich Seoul beherbergt eine Bevölkerung von 25,4 Millionen und gehört damit zu den größten Metropolregionen der Erde.
Die folgende Übersicht zeigt die Einwohnerzahlen des eigentlichen Stadtgebiets nach dem jeweiligen Gebietsstand. Bis 1952 handelt es sich meist um Schätzungen, ab 1955 um Volkszählungsergebnisse.
| Jahr            | Einwohner |
| --------------- | --------- |
| 1428            | 103.328   |
| 1660            | 200.000   |
| 1881            | 199.100   |
| 1890            | 192.900   |
| 1899            | 211.200   |
| 1902            | 196.600   |
| 1906            | 230.900   |
| 1910            | 278.958   |
| 1915            | 241.085   |
| 1920            | 250.208   |
| 1. Oktober 1925 | 336.349   |
| 1. Oktober 1930 | 355.426   |
| 1. Oktober 1935 | 404.202   |
| 1. Oktober 1940 | 930.547   |
| 1. Oktober 1944 | 947.630   |

| Jahr              | Einwohner  |
| ----------------- | ---------- |
| 1. Mai 1949       | 1.418.025  |
| 1. Januar 1952    | 648.432    |
| 1. September 1955 | 1.574.868  |
| 1. Dezember 1960  | 2.445.402  |
| 1. Oktober 1966   | 3.793.280  |
| 1. Oktober 1970   | 5.433.198  |
| 1. Oktober 1975   | 6.889.502  |
| 1. November 1980  | 8.364.379  |
| 1. November 1985  | 9.639.110  |
| 1. November 1990  | 10.612.577 |
| 1. November 1995  | 10.231.217 |
| 1. November 2000  | 9.895.972  |
| 1. November 2005  | 9.820.171  |
| 1. November 2010  | 9.794.304  |
| 1. November 2015  | 10.035.597 |

### Entwicklung der Wohnsituation
Die Verstädterung Seouls fand vor allem durch den Bau von Mehrfamilienhäusern statt. Die Bebauung grenzt oft dicht an das landwirtschaftlich geprägte beziehungsweise bewaldete Umland. In den 1960er- und 1970er-Jahren kamen zahlreiche Bauern vom Land nach Seoul, um in den Industriebetrieben der Hauptstadt nach besser bezahlten Arbeitsplätzen zu suchen. Die dichten, meistens ohne Genehmigung auf staatlichem Land errichteten Siedlungen der Landflüchtlinge wuchsen überwiegend in bereits existierenden Vierteln. Die dortigen Behausungen wurden teilweise in massiver Bauweise mit Ziegeldächern errichtet und unterschieden sich kaum von den mit offizieller Genehmigung errichteten Gebäuden in den regulären Bebauungsgebieten.
Dennoch wurden die Bewohner der inoffiziellen Siedlungen von der Stadtverwaltung ab Ende der 1970er-Jahre in Gebiete umgesiedelt, die weiter vom Stadtzentrum entfernt lagen. Diese Gebiete waren nur ungenügend an das städtische Wasser-, Abwasser- und Verkehrsnetz angeschlossen, was zu einer Verschlechterung des Lebensstandards der Umsiedler führte. Im Zentrum Seouls entstanden zahlreiche fünf- bis fünfzehn-, teilweise über zwanzigstöckige Apartmenthochhäuser für Familien mit mittlerem bis hohem Einkommen, deren Mieten für die früheren Bewohner mit niedrigem Einkommen nicht bezahlbar waren. Diese werden noch heute gebaut und prägen in vielen Stadtteilen das Ortsbild.
Seit den 1980er-Jahren fanden in Seoul umfassende Umbaumaßnahmen statt und die existierende öffentliche Infrastruktur wurde erheblich erweitert. In diesem Zusammenhang kam es beispielsweise zum Bau neuer U-Bahn-Linien und Autobahnen. In der weiteren Umgebung der Hauptstadt, in landschaftlich schöner Lage, wurden die Landhäuser der in Seoul arbeitenden Oberschicht, also überwiegend Künstler, Geschäftsleute in gehobenen Positionen, Hochschullehrer und hoher Militärs, errichtet. Dort besteht ein Bauverbot für Industriebetriebe und Siedlungen mit Mehrfamilienhäusern.
Seit den 1990er-Jahren werden in der Umgebung Seouls viele Planstädte neu gebaut, um das Problem des knappen Wohnraumes der überfüllten Hauptstadt zu lösen. Diese neuen Städte, die außerhalb von Seoul in der Provinz Gyeonggi-do gelegen sind, entwickeln sich zu großen Trabantenstädten und bilden mit Seoul und den anderen drei Millionenstädten Incheon, Suwon und Goyang zusammen die Metropolregion Sudogwon.

## Politik

### Stadtregierung
Seoul wird durch einen Stadtrat und das Seoul Metropolitan Government verwaltet. Der Stadtrat besteht aus 104 Mitgliedern, die für eine Amtszeit von vier Jahren gewählt werden. Ebenfalls direkt und für vier Jahre wird der Bürgermeister gewählt, der dem Seoul Metropolitan Government vorsteht. Ihm stehen drei Vizebürgermeister zur Seite, zwei für Verwaltungsaufgaben und einer für politische Angelegenheiten. Die 25 Bezirke sind weitgehend autonom, ihre Bürgermeister werden seit 1995 ebenfalls direkt von der Bevölkerung gewählt.

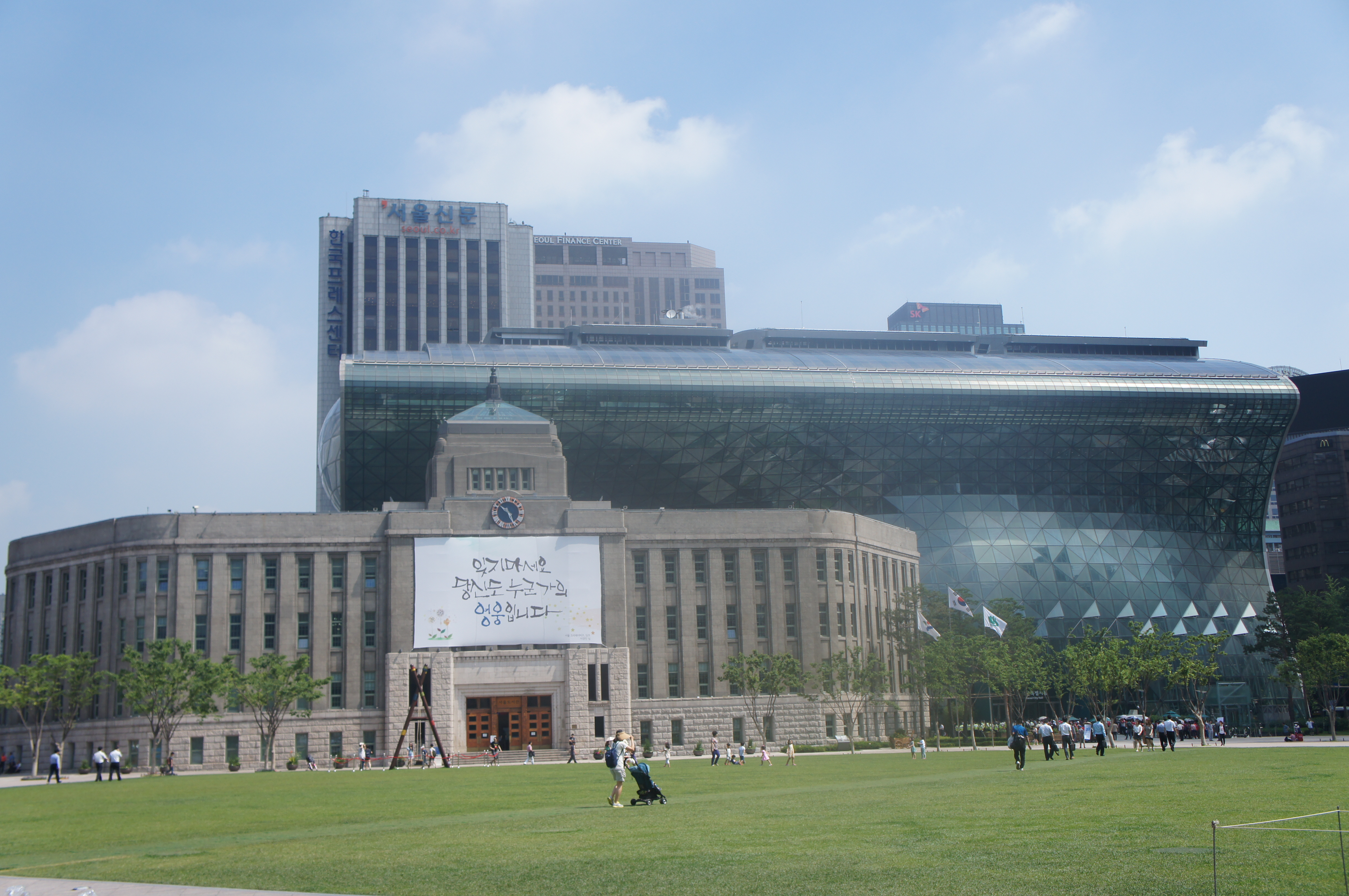
Das alte Rathaus Seouls vor dem neuen (청사, engl. ‚City Hall‘)

Der 33. Bürgermeister von Seoul war Oh Se-hoon von der Hannara-dang (Große Nationalpartei, kurz GNP). Er übernahm das Amt am 1. Juli 2006 von seinem Vorgänger Lee Myung-bak, der die Stadt seit 1. Juli 2002 regierte. Im August 2011 trat er ein Jahr nach seiner Wiederwahl wegen eines gescheiterten Referendums zur Abschaffung der kostenlosen Schulspeisung für alle Schüler zurück. Seit dem 27. Oktober 2011 war Park Won-soon Bürgermeister. Am 10. Juli 2020 kurz nach Mitternacht wurde er tot aufgefunden. Daraufhin übernahm Seo Jung-hyup interimsweise bis zur Wahl im April 2021 das Amt des Bürgermeisters. Bei dieser Wahl wurde Oh Se-hoon nach zehn Jahren ein weiteres Mal zum Bürgermeister gewählt.

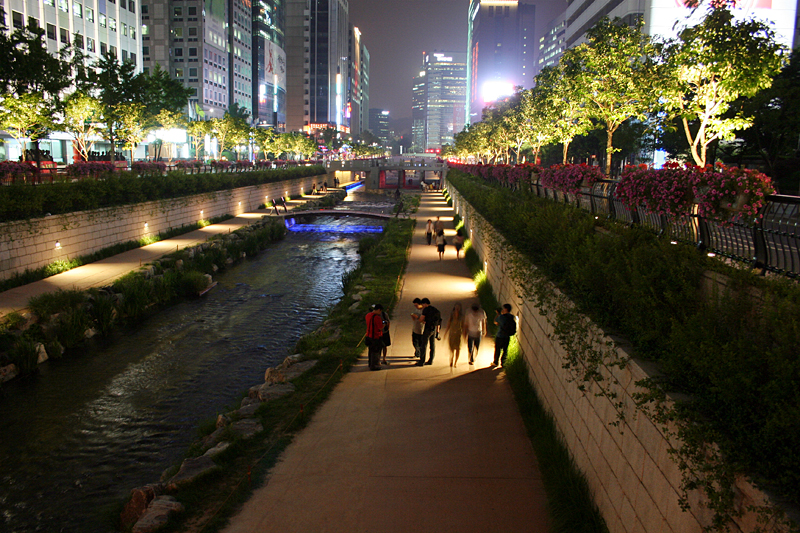
Der Cheonggyecheon

Probleme bereiten die Luftverschmutzung und der Verkehrslärm. Seoul besitzt die schlechteste Luftqualität aller Hauptstädte in der OECD. So gehörte auch der Abriss einer Schnellstraße über den Cheonggyecheon (übersetzt „Klarwasserstrom“), einem Seitenarm des Han, und die Renaturierung des Flusses zu den größten Projekten der Stadtverwaltung. Der 3670 Meter lange Cheonggyecheon wurde 1961 zubetoniert und 1971 mit einer Hochstraße überdeckt. Am 1. Oktober 2005 wurden der wiederhergestellte Fluss und die dazugehörigen Grünanlagen im Zentrum Seouls offiziell der Öffentlichkeit zugänglich gemacht.

### Städtepartnerschaften
Mit dem Bundesstaat New South Wales in Australien hat Seoul eine Provinzpartnerschaft. Außerdem unterhält Seoul mit folgenden Städten Partnerschaften. Bis auf vier Ausnahmen sind alle Partnerstädte ebenfalls die Hauptstadt ihres Staates.
 23. März 1968: Taipeh, Republik China (Taiwan)

 23. August 1971: Ankara, Türkei

 22. Oktober 1973: Honolulu, Vereinigte Staaten

 18. Mai 1976: San Francisco, Vereinigte Staaten

 20. April 1977: São Paulo, Brasilien

 14. Juni 1982: Bogotá, Kolumbien

 25. Juli 1984: Jakarta, Indonesien

 3. September 1988: Präfektur Tokio, Japan

 13. Juli 1991: Moskau, Russland

 12. November 1991: Paris, Frankreich

 5. Oktober 1992: Mexiko-Stadt, Mexiko

 23. Oktober 1993: Peking, Volksrepublik China

 6. Oktober 1995: Ulaanbaatar, Mongolei

 1. Mai 1996: Hanoi, Vietnam

 20. Juni 1996: Warschau, Polen

 27. April 1997: Kairo, Ägypten

 24. März 1999: Tirana, Albanien

 18. März 2000: Rom, Italien

 6. November 2004: Astana, Kasachstan

 13. März 2006: Washington, D.C., Vereinigte Staaten

 15. März 2006: Athen, Griechenland

 16. Juni 2006: Bangkok, Thailand

 2. Juli 2010: Taschkent, Usbekistan

 29. September 2022: Basel, Schweiz

## Kultur und Sehenswürdigkeiten

### Bildung

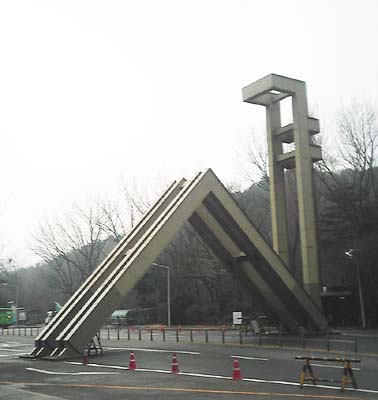
Das Haupttor der Seoul National University

Seoul ist das Bildungszentrum Südkoreas. Hier sind etwa 40 Hochschulen beheimatet. 2018 gehörten 18 dieser Universitäten zu den besten 1000 Universitäten der Welt im QS World University Ranking. Die Seoul National University rangierte in den vergangenen Jahren stets als höchstes. In Seoul befindet sich mit der Sungkyunkwan University zudem die älteste Universität Asiens. Des Weiteren ist die Dongguk University eine der wenigen Universitäten, die dem Buddhismus verbunden ist. Die drei besten Universitäten Südkoreas, die Seoul National University, Korea University und Yonsei University, werden gemeinsam als SKY bezeichnet. Die drei Universitäten des Viertels Sinchon – Yonsei University, Ewha Womans University und Sogang University – werden auch unter der Abkürzung YES zusammengefasst.
Alphabetisch sortierte Liste der Universitäten in Seoul:
- Catholic University of Korea
- Chung-Ang University
- Chugye University for the Arts
- Dongguk University
- Dongduk Women’s University
- Duksung Women’s University
- Ewha Womans University
- Hankuk University of Foreign Studies
- Hansung University
- Hanyang University
- Hongik University
- Induk University
- Kwangwoon University
- Korea Development Institute
- Konkuk University
- Kookmin University
- Korea National Open University
- Korean National Sports University
- Korean National University of Arts
- Korea University
- Kyonggi University
- Kyung-Hee University
- Myongji University
- Sahmyook University
- Sangmyung University
- Sejong University
- Seokyeong University
- Seoul Cyber University
- Seoul National University
- Seoul National University of Education
- Seoul National University of Technology
- Seoul Women’s University
- Sogang University
- Sungshin Women’s University
- Sookmyung Women’s University
- Soongsil University
- Sungkyunkwan University
- University of Seoul
- Yonsei University

Weiterhin gibt es 9 Vocational Colleges, 318 Oberschulen, 384 Mittelschulen und 601 Grundschulen sowie 879 Kindergärten (Stand: 2016). Darüber hinaus gibt es eine Reihe von Auslandsschulen, darunter auch die Deutsche Schule Seoul. Seit 1974 werden in den meisten Schulbezirken Seouls den Schülern die Oberschulen nach dem Zufallsprinzip zugeordnet. Das heißt, die Schulen lehnen keine Schüler ab, sondern das Los entscheidet, welcher Schüler welche Oberschule besuchen wird. Dadurch sollten Ungleichheiten zwischen Schulen aufgehoben werden und die Schüler entlastet werden. In den vergangenen Jahren haben einige Schulbezirke die Regelung jedoch angepasst und teilweise können Schüler Präferenzen bei der Schulwahl angeben.

#### Museen

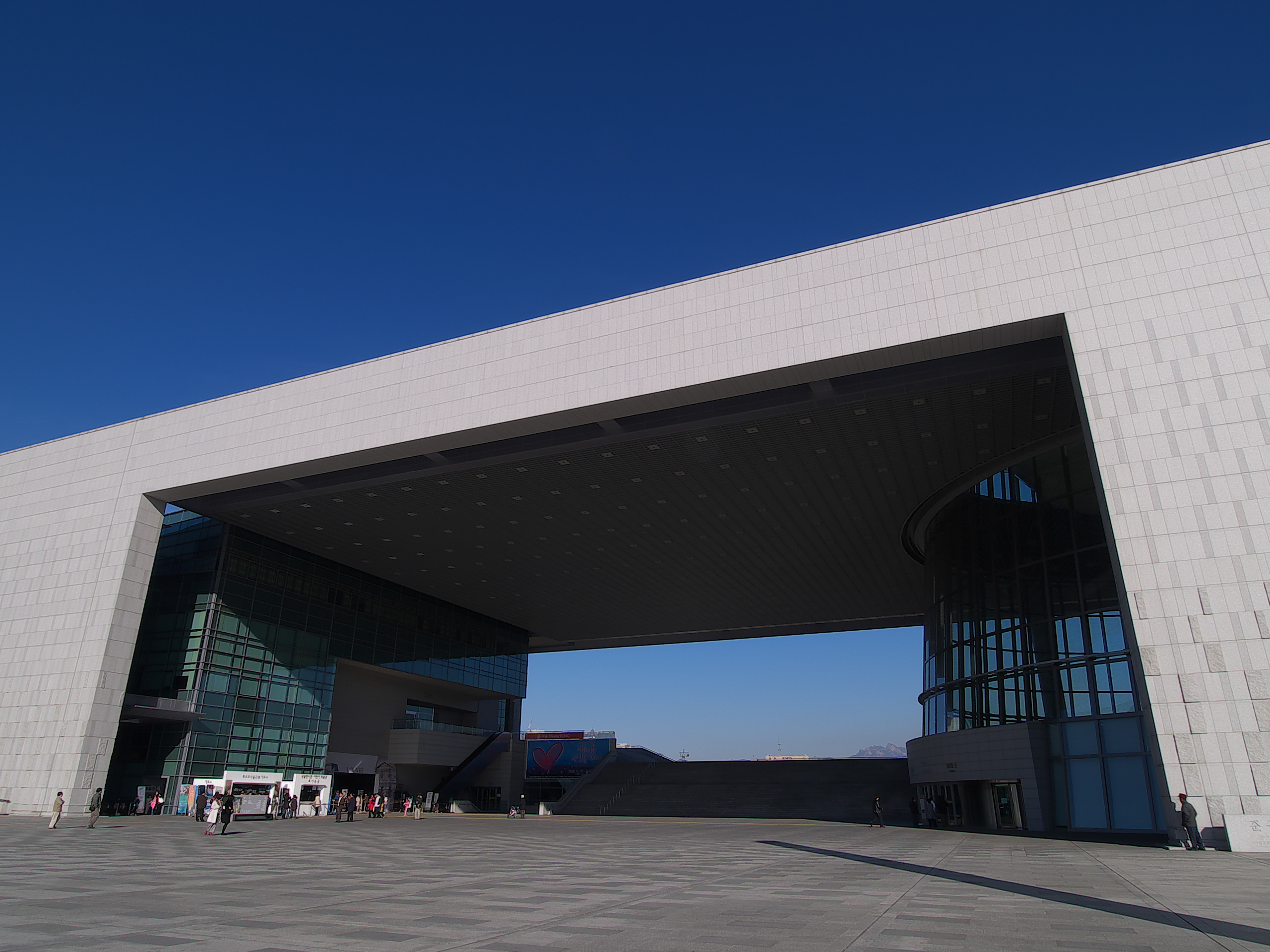
Koreanisches Nationalmuseum

Als kulturelles Zentrum des Landes beheimatet Seoul über 100 Museen, darunter das Koreanische Nationalmuseum. Die umfangreiche Sammlung mit über 100.000 Exponaten ist im Oktober 2005 in ein neues, deutlich größeres Gebäude im Yongsan-Familien-Park gezogen. Die Bestände an Baekje-Fliesen, Silla-Tonwaren, goldenen Buddhas, Goryeo-Blassgrün und Joseon-Kalligraphien sowie Malereien bieten ein Panorama der koreanischen Kultur. Im Nationalmuseum wird auch die berühmte Bosingak-Glocke, ein bedeutender Kulturschatz Koreas, aufbewahrt, die während der Joseon-Dynastie in Seoul die Zeit anzeigte. Sie wurde morgens um vier Uhr 33-mal geschlagen, und die Stadttore wurden geöffnet, am Abend um 19 Uhr dann 28-mal geschlagen, und die Tore wurden wieder verschlossen. Die erste Glocke wurde 1455 bei einem Feuer zerstört, die zweite Glocke entstand 1468 und wird bis heute im Museum aufbewahrt. Die in Jongno („Glockenstraße“) immer zum Jahreswechsel geschlagene Glocke wurde erst 1985 hergestellt, der Glocken-Pavillon 1979 von der Stadtverwaltung errichtet.

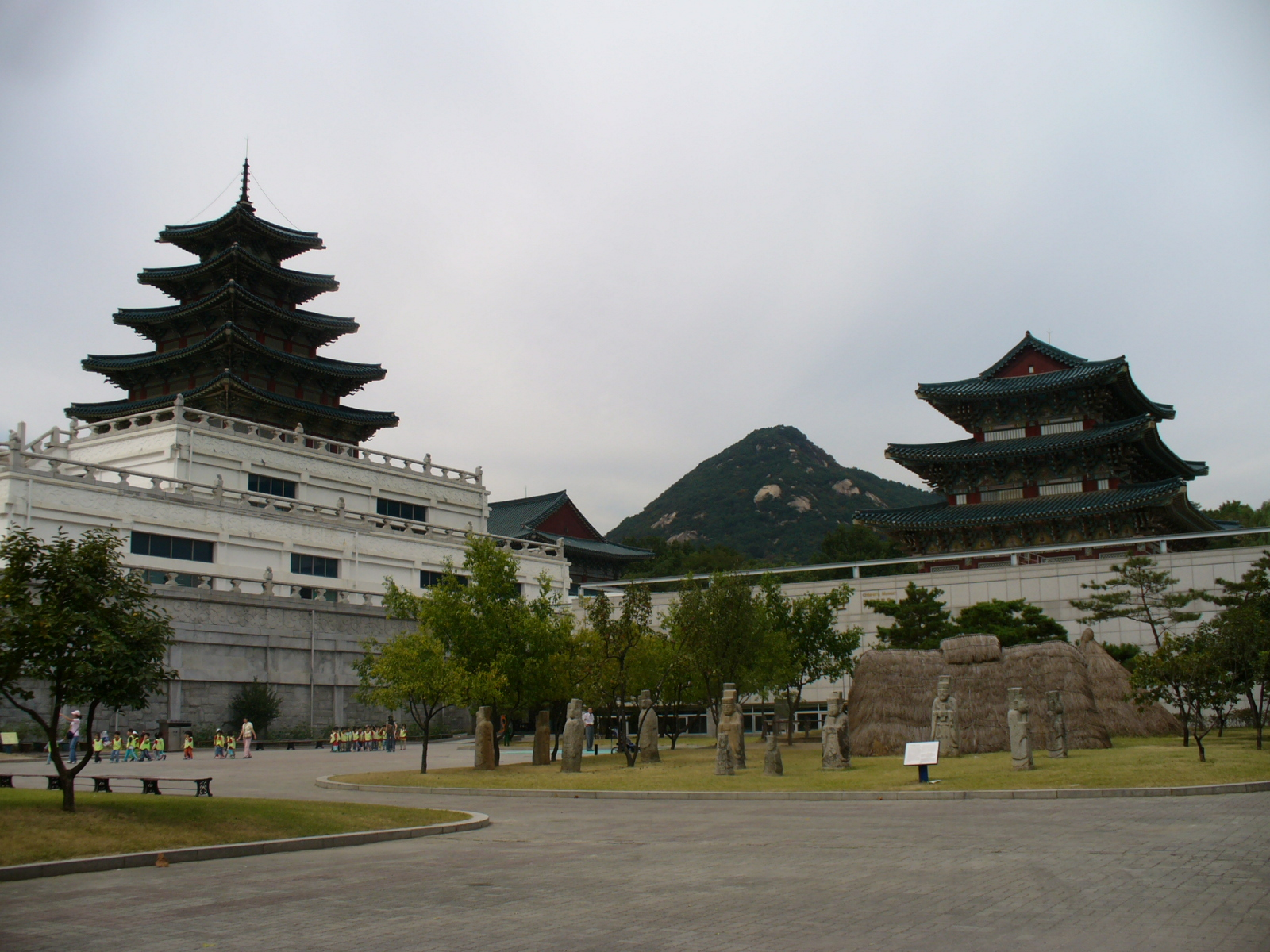
National Folk Museum of Korea

Auf dem Gelände des Gyeongbok-Palastes, im hinteren Teil der Anlage, befindet sich das National Folk Museum of Korea. Es zeigt religiöse Rituale (Schamanismus), verschiedene Wohnkulturen, Haushaltsgeräte, Werkzeuge und Gebrauchsgegenstände aus Korea. Insgesamt beherbergt das Museum über 10.000 Objekte. In der Nähe befindet sich zudem das National Palace Museum of Korea. Seit 2013 befindet sich zudem eine Außenstelle des Nationalmuseums für moderne und zeitgenössische Kunst im Seouler Stadtteil Sogyeok-dong, während sich der Hauptstandort in der Stadt Gwacheon befindet.
Die Koreanische Kriegsgedenkstätte, ein Monumentalbau in der Stadtmitte mit Museum, informiert über diverse Kriege, an denen Korea beteiligt war, insbesondere den Koreakrieg. Im großen Garten des Museums stehen neben Kriegsgerät Denkmäler, die an den Einsatz des US-Militärs im Koreakrieg und an die südkoreanischen Soldaten im Vietnamkrieg erinnern. Die Nachbildung eines Schildkrötenschiffs steht im Innern. Das Seodaemun-Gefängnis, in dem zur Zeit der japanischen Besetzung der koreanische Widerstand inhaftiert und gefoltert wurde, dient heute als historisches Museum dieser Zeit. Vor dem Gefängnis befindet sich der Unabhängigkeitspark und das Unabhängigkeitstor.
Das Leeum, Samsung Museum of Art gilt als eines der größten privaten Museen Seouls. Das Korean Film Archive betreibt das Korean Film Museum und die Cinematheque KOFA in Digital Media City (Sangam-dong).

### Theater und Musik

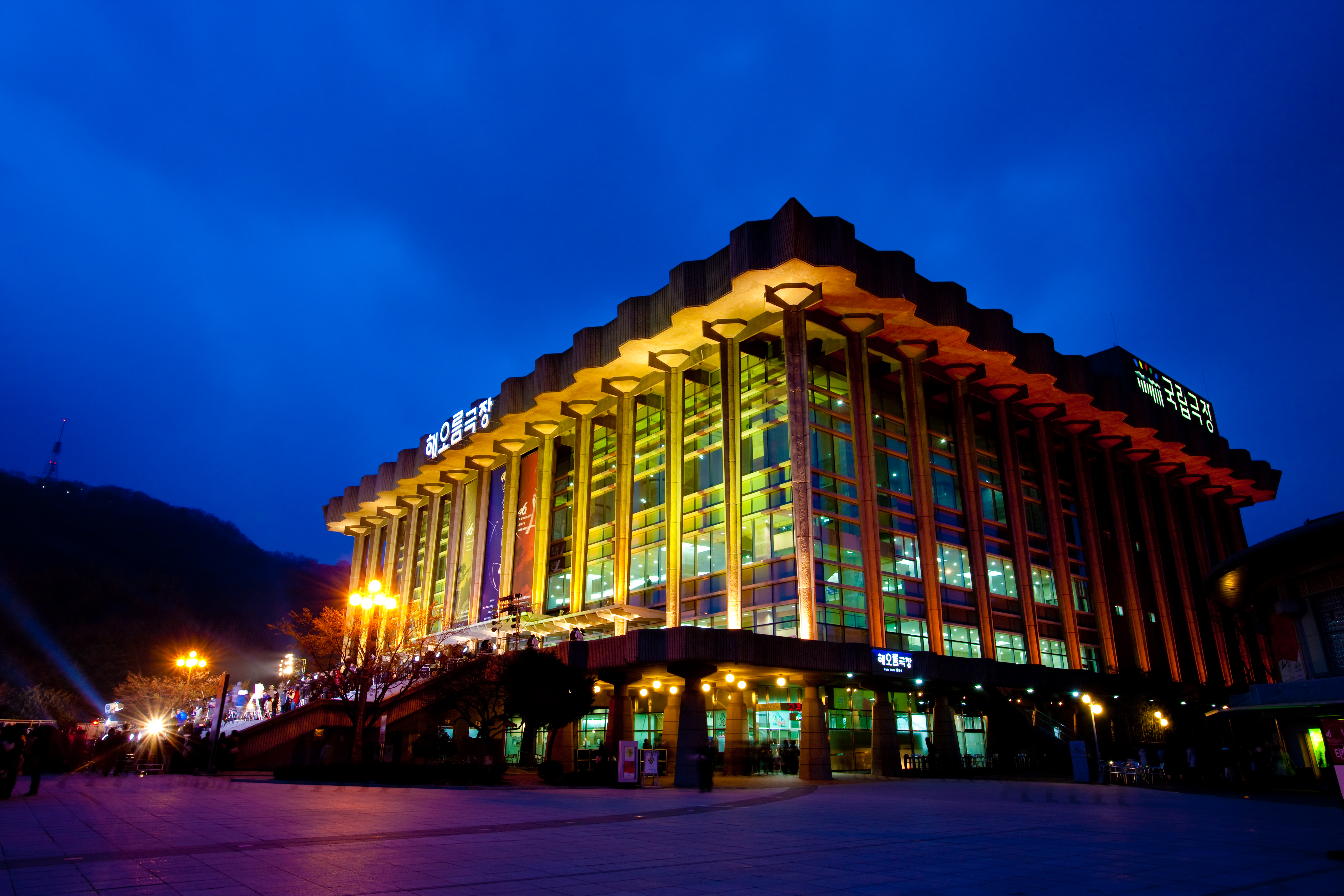
Das Koreanische Nationaltheater

In Seoul finden viele kulturelle Aufführungen statt. Es werden traditionelle Musik, Tanz- und Theateraufführungen in modernisierter oder moderner Form, klassische Musik und mehr geboten. Seoul verfügt über eine Vielzahl kleiner Bühnen, die über die ganze Stadt verstreut und oft experimentell sind. Auch große Bühnen sind in der Stadt angesiedelt. Drei Theater für das Stück Nanta befinden sich in Seoul. Daehangno ist für seine vielen Theater bekannt und wird häufig als Theaterbezirk gesehen. Weiterhin befindet sich in Seoul das New Seoul Philharmonic Orchestra.
Das Koreanische Nationaltheater (국립극장) wurde 1973 gegründet und hat seinen Sitz am Namsan. Es ist Heimat des Staatsorchesters, der National Dance Company und der National Drama Company. Der größere der beiden Säle verfügt über 1500 Sitze; hier finden viele der wichtigen kulturellen Veranstaltungen des Landes statt. Weiterhin verfügt das Theater über eine Bühne für experimentelle Theateraufführungen sowie ein Amphitheater für weniger formelle Aufführungen.
Das nach König Sejong benannte Sejong Cultural Center (세종문화회관) verfügt über die größte Bühne der Stadt mit 4000 Plätzen. Es ist Sitz der Korea National Opera. Hier findet man Konzerte, Opern und große Produktionen, auch ausländischer Herkunft. Im kleineren Saal treten meist Chöre auf. Auch Vorträge werden gehalten und teilweise finden kostenlose Aufführungen im Innenhof statt. Darüber hinaus gibt es häufig wechselnde Ausstellungen mit Kalligrafie, Malerei und ähnlicher Kunst.
Im 21. Jahrhundert entwickelte sich Südkorea zu einer Größe in der internationalen Popmusik. Die großen Unterhaltungsagenturen wie Big Hit Entertainment, JYP Entertainment, SM Entertainment und YG Entertainment haben ihren Sitz in Seoul. Diese Agenturen sind spezialisiert auf die Entwicklung neuer Girl- und Boygroups, aber auch von Solokünstlern. Die Musik der sogenannten Idols ist unter dem Begriff K-Pop bekannt.

### Bauwerke
In Seoul befinden sich aufgrund der langen Geschichte der Stadt zahlreiche Kulturgüter, angefangen von Relikten aus der Steinzeit bis hin zu Gräbern, Tempeln, Palästen und Wehranlagen. Seoul vereint die Vergangenheit mit der Moderne. Historische Gebäude stehen zwischen Wolkenkratzern und in den kleinen Gassen sind viele Spuren der Geschichte zu entdecken. Hier werden einige hervorgehoben.

#### Paläste

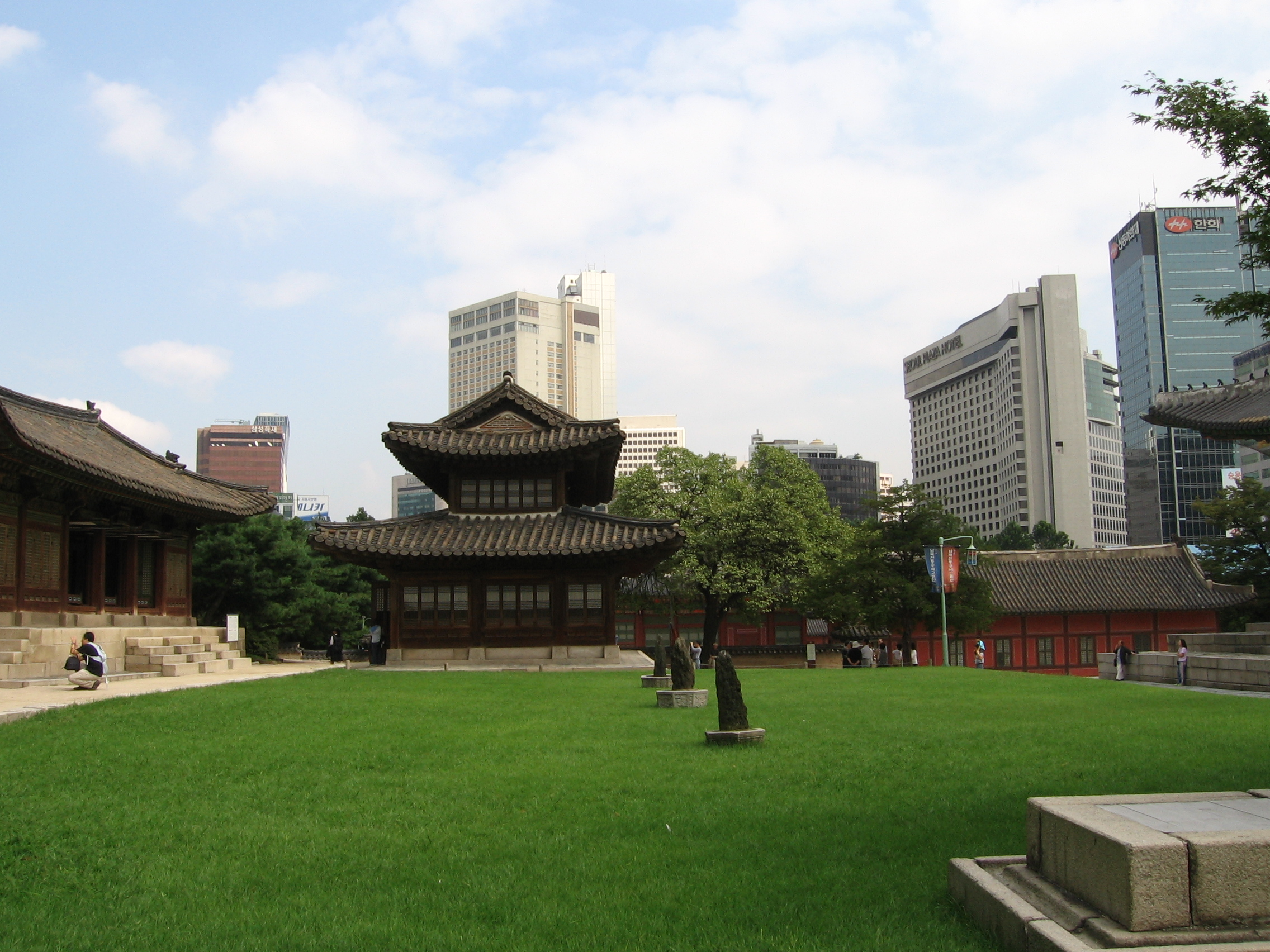
Traditionelle Gebäude des Deoksugung und moderne Bauten im Zentrum von Seoul

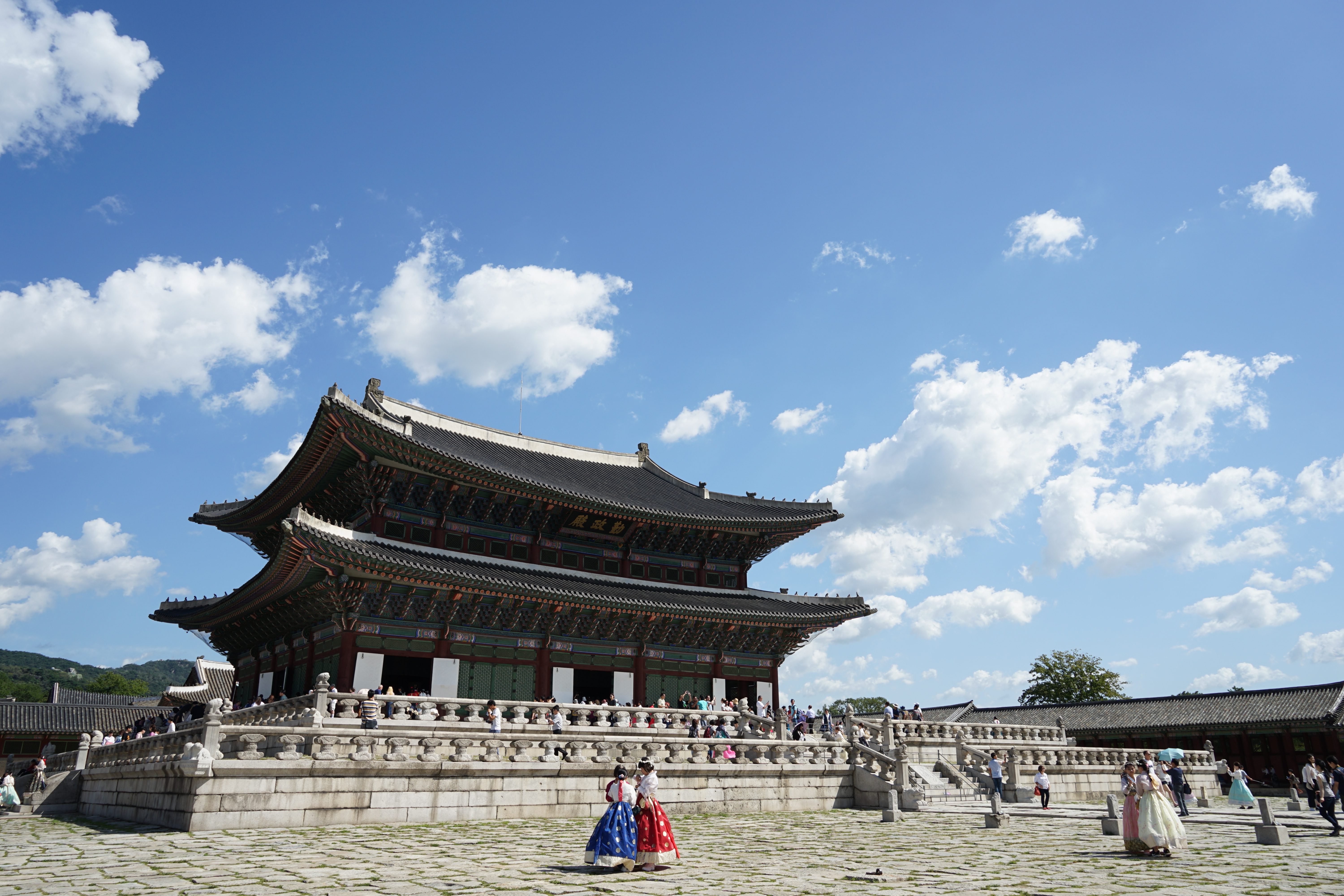
Die Thronhalle des Gyeongbokgung

Als Hauptstadt der Joseon-Dynastie verfügte Seoul über sechs Paläste, von denen heute noch fünf erhalten sind. Sehenswert sind vor allem der Gyeongbokgung, der Changdeokgung und der Deoksugung. Der Gyeongbokgung (경복궁 „Palast scheinender Glücklichkeit“) wurde 1394 mit Seouls Ernennung zur Hauptstadt gebaut. Beeindruckend ist vor allem die Thron- und Audienzhalle Geunjeonggung. Der Palast wurde während des Imjin-Kriegs 1592 niedergebrannt, jedoch nicht von den japanischen Truppen, sondern von Sklaven des Palastes, die so Belege ihrer Leibeigenschaft zerstören wollten. Erst 1865 wurde mit dem Wiederaufbau begonnen, was die damals schlechte wirtschaftliche Lage Koreas deutlich verschärfte. Bereits 23 Jahre nach dem Wiederbezug zog der König aber wieder in den im Botschaftsviertel gelegenen und daher vermeintlich sichereren Deoksugung, nachdem seine Frau Königin Min 1895 von Auftragsmördern der japanischen Regierung ermordet worden war.

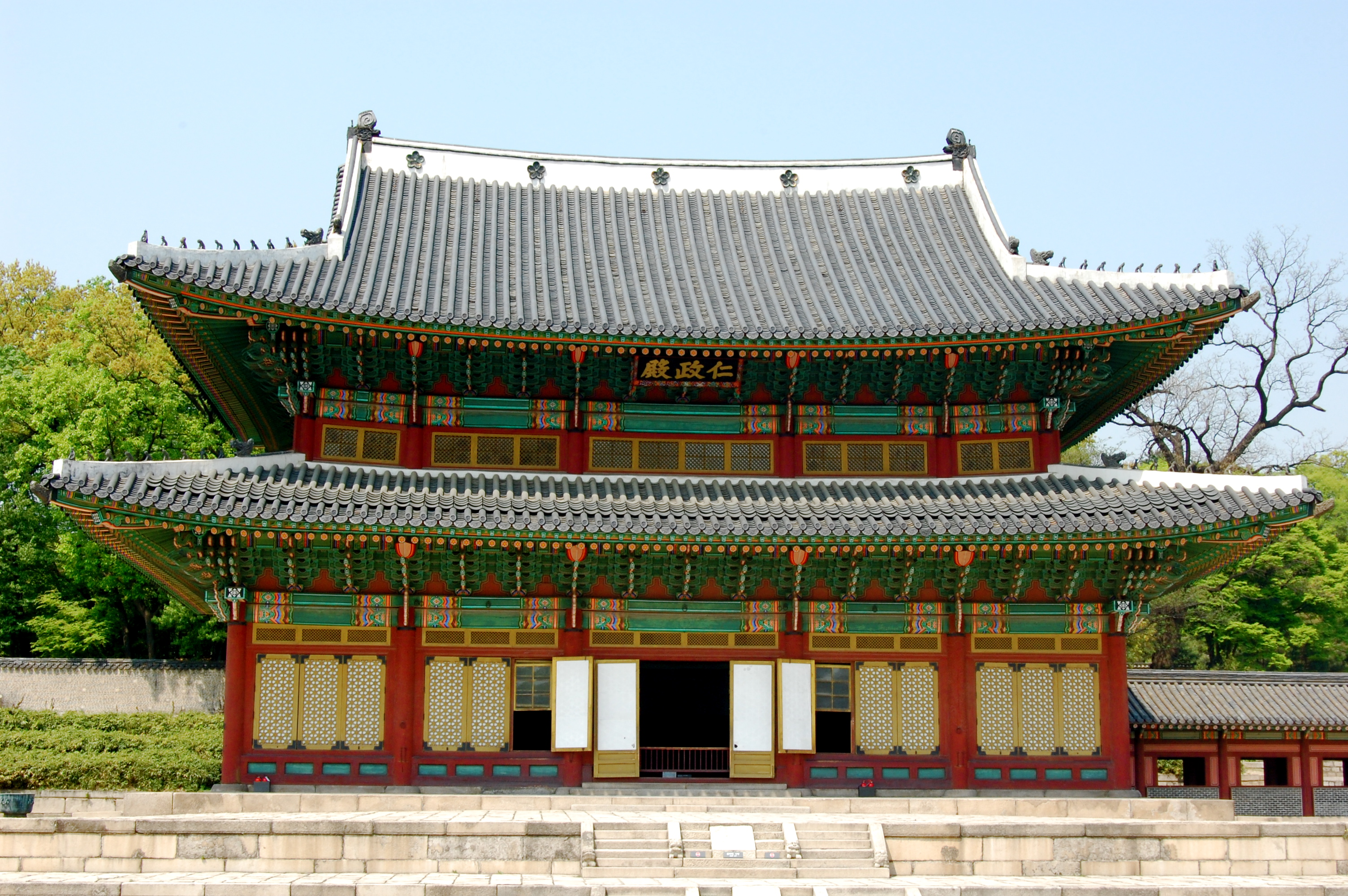
Changdeokgung

Der Changdeokgung (창덕궁 „Palast illustrer Rechtschaffenheit“) wurde von 1405 bis 1412 als Erweiterung des Gyeongbokgung erbaut. Er wurde ebenfalls während des Imjin-Krieges niedergebrannt, aber direkt danach wiederaufgebaut und diente, obwohl ursprünglich nicht als dazu erbaut, dem Land bis 1872 als Sitz der Regierung. 1907 wurde er erneut vom König Sunjong bezogen, dem letzten König, der auch nach seiner Abdankung 1910 bis zu seinem Tode 1926 hier lebte. Auch die letzten Mitglieder der königlichen Familie lebten hier, bis 1989 der letzte starb. Neben den Palastbauten ist besonders der geheime Garten Biwon sehenswert. Der Palast wurde 1997 dem UNESCO-Weltkulturerbe angefügt.
Der Deoksugung (덕수궁 „Palast der rechtschaffenen Langlebigkeit“) wurde im 15. Jahrhundert als Residenz für den Enkel von König Sejo erbaut. Nachdem alle Paläste Seouls im Imjin-Krieg 1592 niedergebrannt worden waren, diente der Deoksugung bis 1623 als Palast und erneut 1897 nach der Ermordung von Königin Min bis 1907.
Erhaltene Paläste aus der Zeit der Goryeo-Dynastie sind der Changgyeonggung und der kleine Unhyeongung. An der Stelle, an der einmal der Gyeonghuigung stand, ist heute eine Parkanlage, das Seoul Historical Museum sowie das Seoul Metropolitan Museum of Art zu finden. 1988 wurde das Haupttor Heunghwamun, welches zwischenzeitlich an einer anderen Stelle in Seoul stand, zurückverlegt, in den 1990er-Jahren wurden Nachbauten einiger anderer Gebäude des Palastes errichtet. Dem Besucher werden traditionelle kulturelle Riten der koreanischen Kultur, wie die Einführungsveranstaltungen für Beamte der Joseon-Dynastie an königlichen Palästen, das Wechseln der Königlichen Wachsoldaten oder die Hochzeit zwischen König Gojeon und Königin Min dargeboten.

#### Tempel

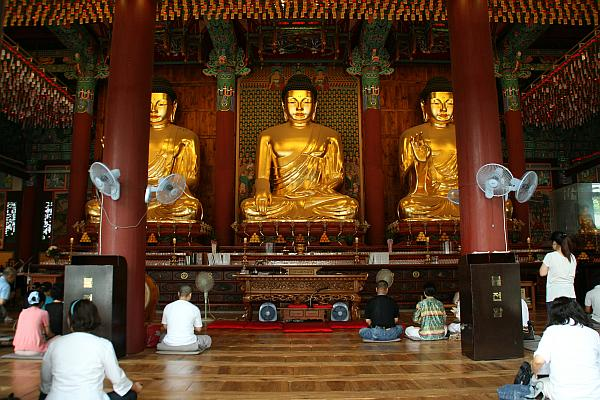
Jogyesa

Der Hauptsitz des buddhistischen Ordens Koreas Jogyejong ist der Jogyesa-Tempel. In der Hauptstraße vor dem Tempel befinden sich viele Geschäfte, die buddhistische Requisiten verkaufen. Einmal im Jahr im Mai (8. Tag des 4. Monats des chinesischen Kalenders) ist der Jogyesa-Tempel das Ziel der großen Laternenparade, mit der Buddhas Geburtstag gefeiert wird. Bis zu 100.000 Menschen in farbenprächtigen Kostümen und Abordnungen aus vielen buddhistisch geprägten Ländern nehmen daran teil.
Der Bongeunsa-Tempel (봉은사), im 15. Jahrhundert das Zentrum der Religion des Zen-Buddhismus, wurde 794 in der Silla-Periode neben dem Grab von König Seongjong (성종) errichtet und 1562 nördlich des heutigen World Trade Centers umgesiedelt. Neben dem Haupttempel findet sich eine interessante Sammlung an Holzblockinschriften. Der Tempel brannte mehrmals ab und so sind die meisten Gebäude in der Anlage in neuerer Zeit erbaut worden.

Der Bongwonsa-Tempel (봉원사) wurde im Jahre 889, im dritten Jahr der Herrschaft der Silla-Königin Jinseong unter der Anleitung des Mönches To-seon errichtet. Der ursprüngliche Standort des Tempels lag nahe der Yonsei-Universität. 1728 wurde er an den Hintereingang der heutigen Ewha-Frauen-Universität umgesiedelt. An jedem Wochenende findet dort das Yeongsanjae statt, ein Ritual, mit dem die Art und Weise, wie Buddha das Lotos-Sutra des Mahayana-Buddhismus lehrte, zelebriert wird. Es ist als Immaterielles Kulturerbe der Menschheit anerkannt. Der Bongwonsa ist der Haupttempel der Taego-Sekte der Buddhisten in der Hauptstadt. Eine Besonderheit dieser Gruppe ist die Möglichkeit der Mönche zu heiraten.

#### Festungsanlagen
Die Festung Namhansanseong („Festung des Bergs südlich des Han“) ist eine Bergfestung, die etwa 30 Kilometer südöstlich von Seoul liegt und mit der U-Bahn gut zu erreichen ist. Diese großangelegte Zufluchtsstätte in den Bergen, mit einer etwa acht Kilometer langen und bis zu sieben Meter hohen Mauer entstand vor ungefähr 2000 Jahren unter der Baekje-Dynastie. Die meisten der noch stehenden Gebäudeteile gehen jedoch auf das 17. und 18. Jahrhundert zurück, als die Festung dem Schutz der Joseon-Könige vor den chinesischen Invasionsarmeen diente. 1637 kapitulierte in Namhansanseong König Injo mit 14.000 Soldaten vor einer riesigen Streitmacht der Mandschu, deren Verfügungsgewalt dann auf ganz Korea überging.
Die Festung Bukhansanseong, die „Festung des Bergs nördlich des Han“, ist zusammen mit der Feste Namhansanseong die zweite namhafte antike Befestigungsanlage im Umkreis von Seoul. Die Festung liegt im Norden der Stadt, auf dem Rücken des Bukhan-Gebirges gebaut. Auch diese Anlage wurde bereits in der frühen Baekje-Zeit errichtet und war mehrmals heftig umkämpft. Nachdem Armeen der chinesischen Ming-Kaiser im 16. Jahrhundert die Festung bedrohten, ließ der Joseon-König Sukjong (1674–1720) das Mauerwerk der Festung verstärken. Im Verlauf des Koreakriegs teilweise zerstört, wurden die Mauern inzwischen wegen der geschichtlichen Bedeutung der Festung wieder restauriert.

#### Grabstätten

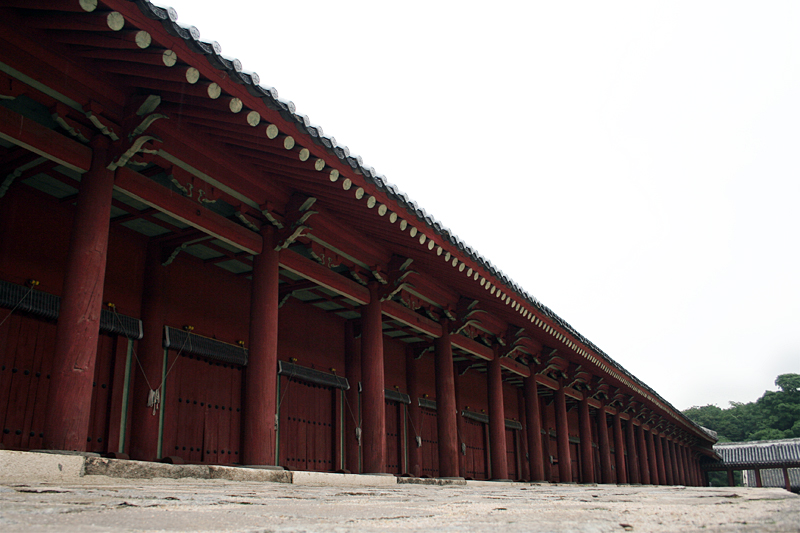
Der Jongmyo-Schrein

In Seoul befinden sich einige Königsgräber der Joseon-Dynastie, die UNESCO-Weltkulturerbe sind. Im südlichen Stadtteil Gangnam befinden sich die Gräber Seolleung und Jeongneung. In Seocho befinden sich Heolleung und Illeung. Im nördlichen Nowon sind Taereung und Gangneung. Im Osten der Stadt liegen Jeongneung und Uireung. Die meisten anderen Gräber liegen in der umliegenden Provinz Gyeonggi-do.
Weiterhin befindet sich in Seoul der Schrein Jongmyo. Dieser diente der Ahnenverehrung der Herrscher Joseons. Die traditionellen Rituale in dem Schrein werden bis heute abgehalten. Am ersten Sonntag im Mai nach dem Mondkalender findet in Seoul am Jongmyo-Schrein das „Jongmyo Daeje“ statt. Die Prozession und das Ritual wird zur Verehrung der Königinnen und Könige der Joseon-Dynastie veranstaltet.

#### Höchste Gebäude
Die höchsten Gebäude in Südkorea befinden sich in Seoul, Busan und Incheon. 2017 wurde in Gangnam der Lotte World Tower eröffnet, mit 555 m eines der höchsten Gebäude der Welt. 2026 soll das Hyundai Global Business Center fertiggestellt werden, die neue Konzernzentrale von Hyundai. Mit 569 m Höhe würde es der höchste Wolkenkratzer Koreas werden.
| Rang | Name                                            | Foto | Höhe  | Etagen | Fertigstellung | Stadtteil       | Anmerkung                                                      |
| ---- | ----------------------------------------------- | ---- | ----- | ------ | -------------- | --------------- | -------------------------------------------------------------- |
| 1    | Lotte World Tower                               |      | 555 m | 123    | 2016           | Songpa-gu       | Das höchste Gebäude in Südkorea und das neunthöchste weltweit. |
| 2    | Parc1 Tower                                     |      | 333 m | 123    | 2020           | Yeongdeungpo-gu | Fünfthöchstes Gebäude Südkoreas (Stand: Ende 2022).            |
| 3    | Three International Finance Center Office Tower |      | 284 m | 55     | 2012           | Yeongdeungpo-gu | Zehnthöchstes Gebäude Südkoreas (Stand: Ende 2022).            |

### Freizeit und Erholung

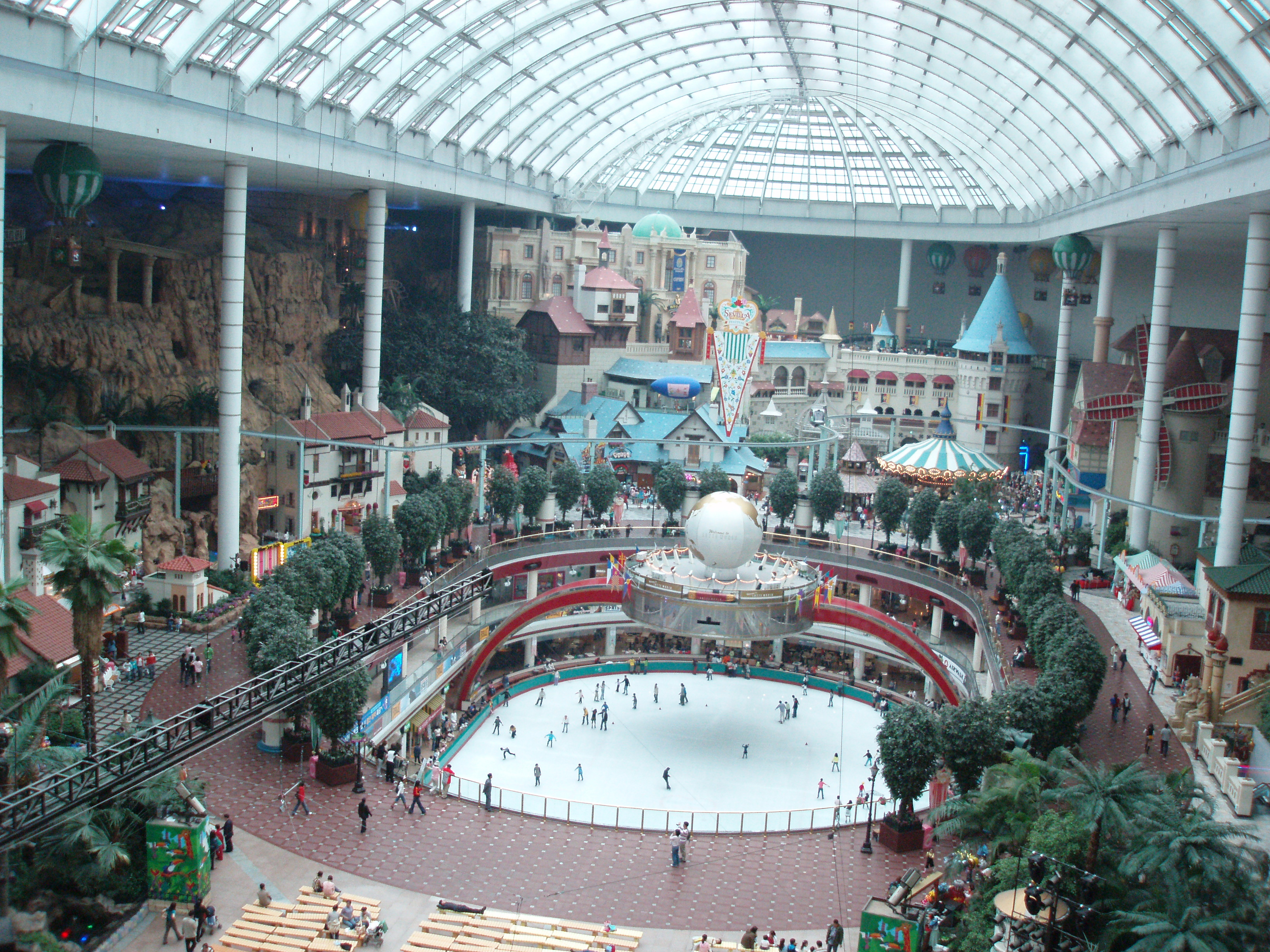
Der teilweise überdachte Vergnügungspark Lotte World

Wandern und Bergsteigen gehört zu den beliebtesten Freizeitaktivitäten in Südkorea und gilt als Volkssport. Durch die gesamte Halbinsel zieht sich die Gebirgskette Baekdu-daegan. In Seoul gibt es mehrere Berge deren höchster der Bukhansan (Bagundae-Bergspitze) ist. Weitere beliebte Ziele sind der Suraksan, Gwanaksan oder die Festung Namhansanseong.
Der 632 Meter hohe Berg Gwanaksan erhebt sich am südlichen Stadtrand. Wegen seiner Schönheit wird der Gwanaksan nach dem als schönster Berg Koreas geltenden Kŭmgangsan oft Sogeumgang (kleiner Kŭmgang-Berg) oder Seogeumgang (Kŭmgang-Berg des Westens) genannt. Zahlreiche Wanderwege führen durch das Bergmassiv mit seinem dichten und alten Baumbestand. Ausgangspunkt für die Ausflüge ist meist die Staatliche Universität Seoul am Fuß des Bergs. Auf dem felsigen Gipfel befinden sich eine Radarstation und mehrere Antennenanlagen. Am Gwanaksan liegen auch der Tempel Wongaksa und die Yeonjuam-Einsiedelei, die König Taejo der Joseon-Dynastie während der Verlegung der koreanischen Hauptstadt ins heutige Seoul im Jahr 1394 bauen ließ.
Des Weiteren befinden sich in Seoul mehrere Freizeitparks, wie Lotte World, Seoul Children’s Grand Park und Seoul Land. Beliebter Drehort für Filme, Serien und Musikvideos ist auch der stillgelegte Freizeitpark Yongma Land.
Im Mai 2011 wurde die zu diesem Zeitpunkt weltgrößte schwimmende Insel Floating Island (Sebitseom) eröffnet. Sie ist ein schwimmender Freizeitpark mit Restaurants, Tagungshallen und Möglichkeiten zum Wassersport. Rund 63 Millionen Euro wurden in die Floating Island investiert. Einige Szenen des Hollywoodfilms Avengers: Age of Ultron sowie der K-Dramen Athena und She Was Pretty (그녀는 예뻤다) wurden dort gedreht. Die Deutsch-Koreanische Industrie- und Handelskammer veranstaltet dort ihre Preisverleihung der Innovation Awards.

#### Parks

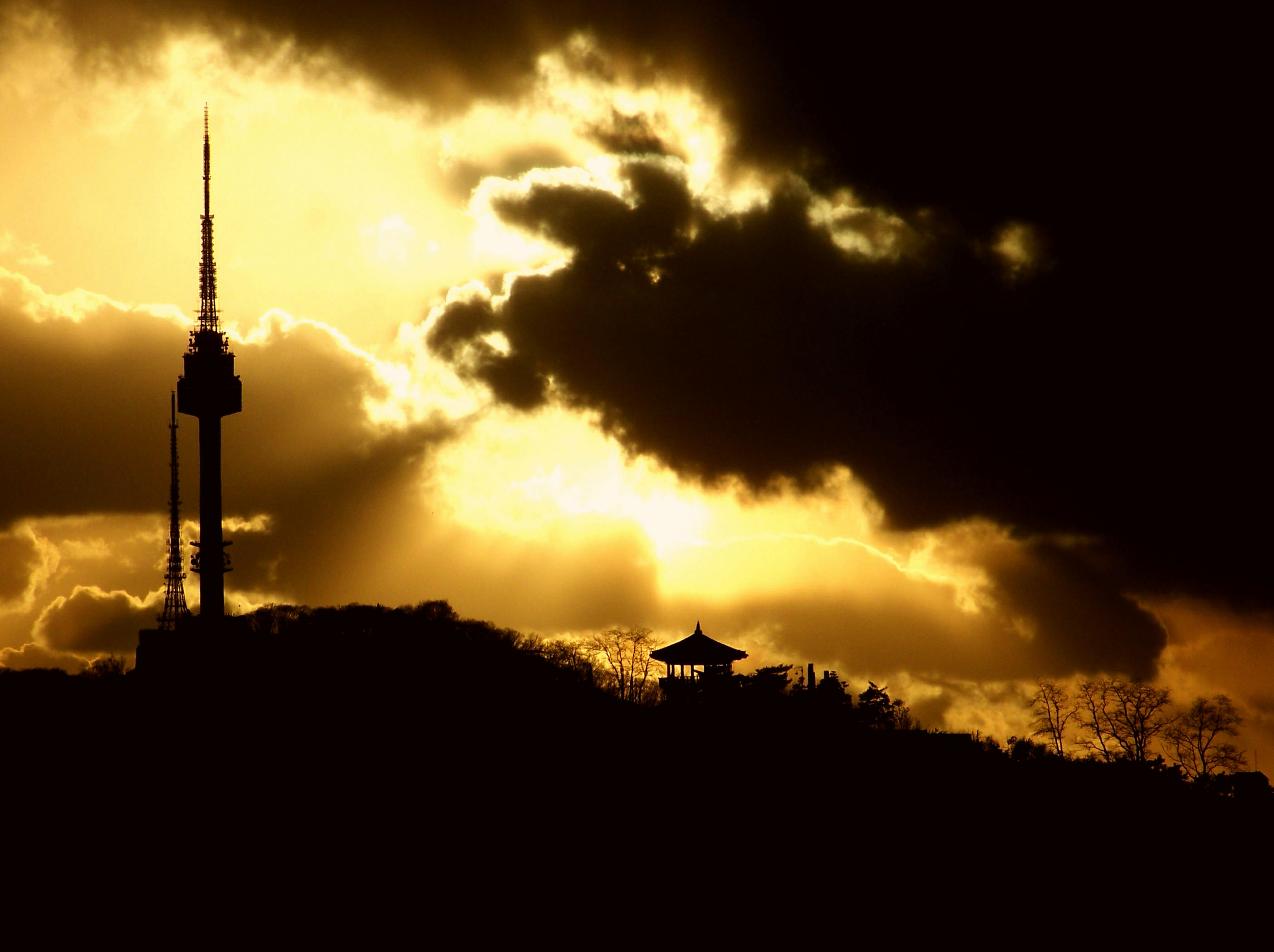
Der N Seoul Tower bei Sonnenuntergang

In Seoul gibt es zahlreiche Parks und Naherholungsgebiete. Im Vergleich zu Europa verfügen diese über ein dichtes Netz an jeweils öffentlich zugänglichen sowie kostenlosen Toiletten, Trinkwasserspendern und Fitnessgeräten. Die Fußgängerwege haben teilweise weiche Matten als Untergrund.
Namsan ist öffentlicher Park einschließlich botanischem Garten, einem achteckigen Pavillon und einem Museumsdorf, in dem wiederhergestellte Hanok (traditionelle Häuser) zu sehen sind. Auf der höchsten Erhebung steht der N Seoul Tower mit sich drehendem Restaurant. Der Turm gilt als Wahrzeichen Seouls. Da sich der Berg im Zentrum Seouls befindet, ist der Turm von fast jedem Punkt der Stadt sichtbar.

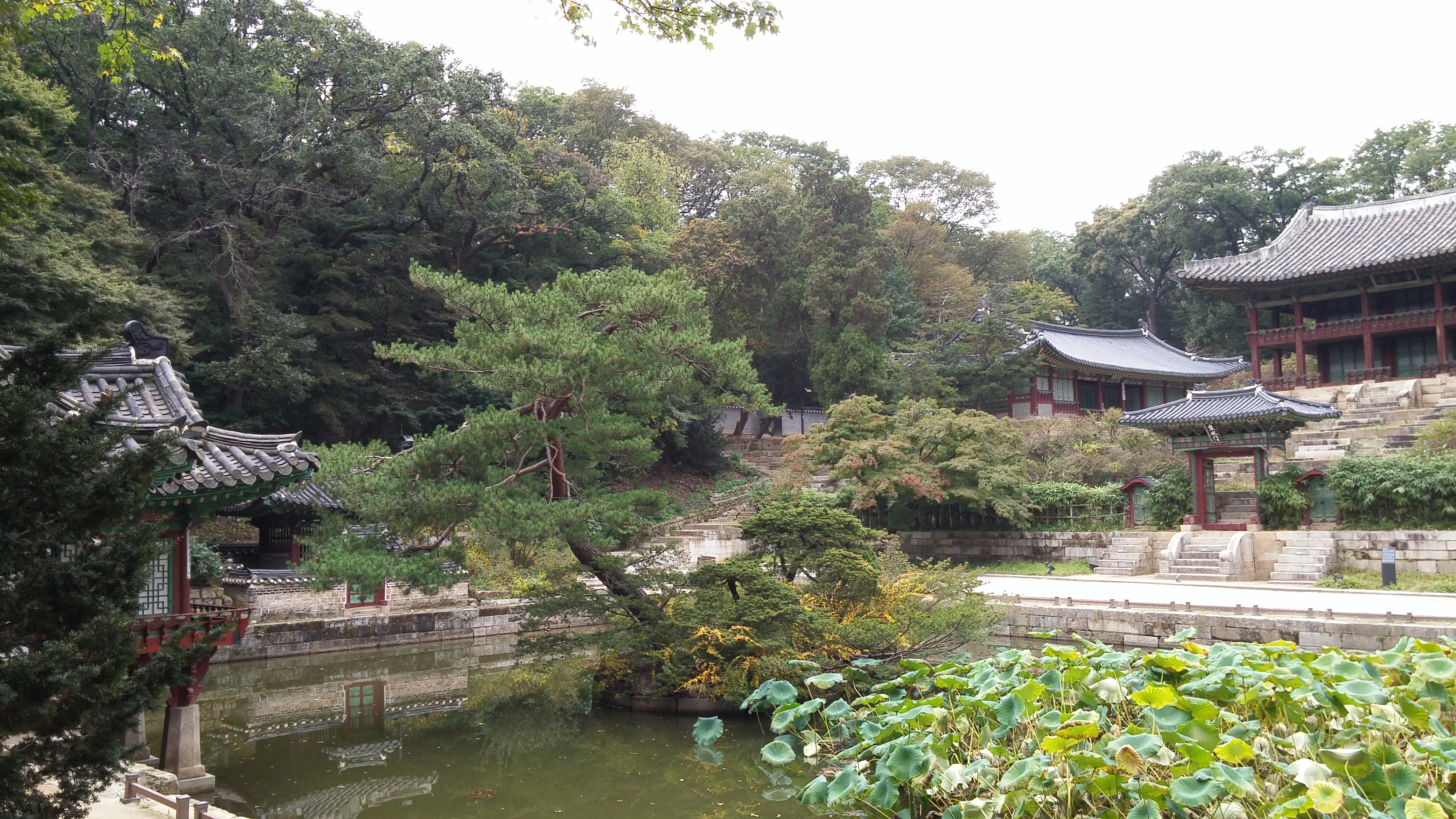
Ein Teil des Geheimen Gartens des Changdeokgung

Hinter dem Changdeok-Palast breitet sich der „Geheime Garten“ aus, der ehemalige Privatpark der Königsfamilie. Fußwege führen durch bewaldetes, hügeliges Gelände, vorbei an Teichen und Pavillons sowie über kleine Brücken. Malerisch angelegt wurde der Bandoji, dessen Umrisse die Koreanische Halbinsel nachzeichnen. Von dem fächerförmig gestalteten Pavillon aus ging im 16. Jahrhundert König Injo seiner großen Angelleidenschaft nach. Der Naksonjae-Komplex ist nur zweimal jährlich, anlässlich der Königszeremonie, der Öffentlichkeit zugänglich.
Ein weiterer Park in Seoul ist der Seonyudo. Er befindet sich auf einer kleinen Insel gleichen Namens im Hangang und beherbergt einen Spielplatz, Aussichtspunkte, Teiche und eine interessante Gartenanlage. Früher war diese Insel die zentrale Wasserversorgung von Seoul, die Pumpwerke sind erhalten und zu besichtigen. Der Seoul Forest ist im Stadtteil Seongsu-dong (성수동) eine Parkanlage am Hangang. Neben mehreren Grünflächen, einem großen Spielplatz und einer Anzahl Fahrradwege gibt es dort eine Fotoausstellung zum Thema „Wald“ und auch einige Tiere. Ein 1983 eröffneter Park befindet sich um das 1639 errichtete Samjeondo-Denkmal. Der einzige Nationalpark innerhalb des Stadtgebietes von Seoul ist der Bukhansan-Nationalpark. Er ist mit zahlreichen buddhistischen Tempeln und seltenen Tieren, die das Berggebiet bewohnen, ausgestattet.
Bei der Daehangno („Universitätsstraße“) findet sich der Naksan-Park, der auch einen Teil der Seouler Stadtmauer beherbergt. Der Park bietet einen guten Blick auf die Stadt. Besonders zur Kirschblütenzeit beliebt ist der See Seokchon und dessen Parkanlage. Von historisch besonderer Bedeutung ist der Tapgol-Park (ehemals Pagoda-Park). In dem Park befindet sich die Wongaksa-Pagode. Am 1. März 1919 wurde in dem Park die Unabhängigkeitserklärung verlesen. Es war die Geburtsstunde des Koreanischen Widerstands gegen Japans Kolonialherrschaft.

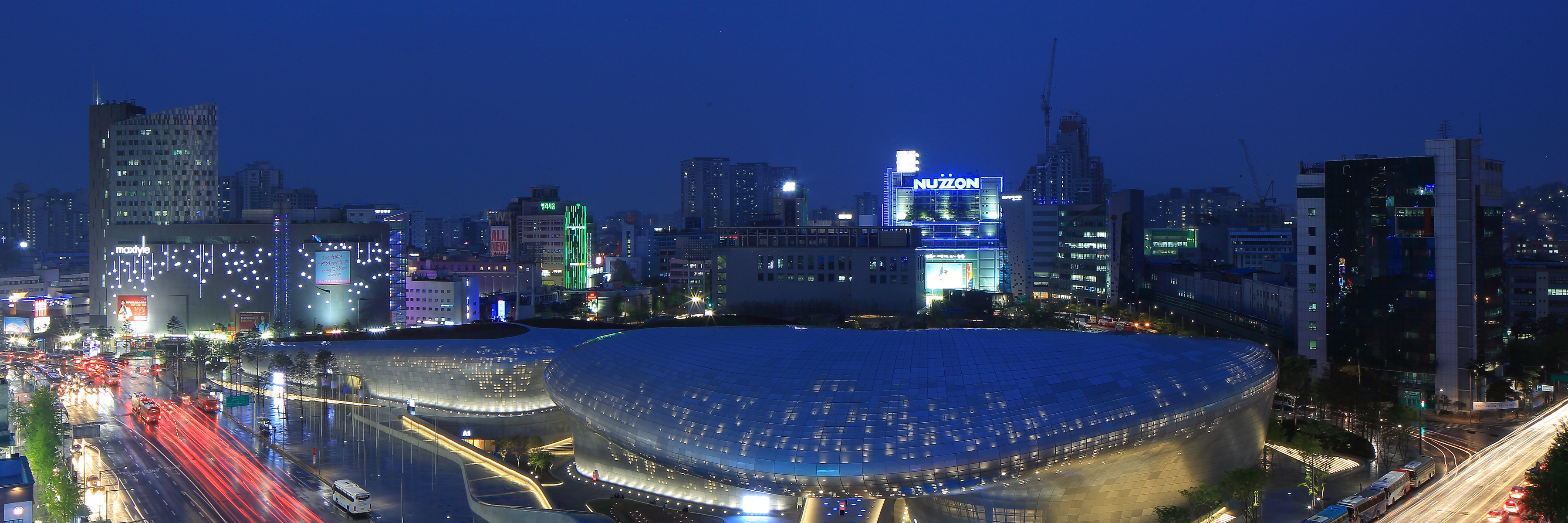
Das Dongdaemun Design Plaza

Zwischen 2007 und 2014 kam es in Dongdaemun-gu zu einer Modernisierung und Restaurierung. Dabei wurde das Dongdaemun-Stadion abgerissen um Teile der historischen Festungsmauer auszugraben. Dadurch entstand der Dongdaemun History & Culture Park. Weiterhin wurde das Tor Heunginjimun restauriert. 2014 wurde zudem das Dongdaemun Design Plaza (DDP) eröffnet. Dieses Wahrzeichen im neufuturistischen Design ist Veranstaltungsort vieler Ausstellung und ist eines von Seouls Modezentren.
Ein Park der besonderen Art ist der im Mai 2017 eröffnete Seoullo 7017. Ein aus einer ehemaligen Hochstraße bestehender, rund 1 km langer Abschnitt wurde in Anlehnung eines ähnlichen Projekte in New York City, der High Line, zu einem Fußgängerüberweg und innerstädtischen Park umgebaut und gilt seither als eine Attraktion der Stadt.
Des Weiteren ist geplant, die US-Militärbasis im Bezirk Yongsan-gu, dessen Gebiet 2021 an Südkorea zurückgegeben werden soll, in einen Park umzuwandeln. 2004 entschieden die Verantwortlichen Südkoreas und USA, die US-Armee aus Seoul abzuziehen und in umliegende Gebiete zu verlagern. Das Hauptquartier der US-Armee in Südkorea ging dann nach Camp Humphreys in Pyeongtaek. Allerdings gibt es auch Kritik gegen die Planung, die das Land als Park vorsieht, da Seoul auch mehr Wohnraum brauche. Da das Land allerdings seit 1904 unter ausländischer Gewalt steht – bis 1945 als Basis der japanischen Armee als nach dem Zweiten Weltkrieg das US-Militär die Basis übernommen hatte – soll das Gebiet möglichst der Öffentlichkeit zugänglich sein und nicht privatisiert werden.

### Sport
Seoul verfügt über 12.000 Sporteinrichtungen, von denen die meisten kommerziell betrieben werden. Etwa 700 der Einrichtungen sind in öffentlicher Hand oder sind firmeninterne Sportstätten. Es gibt 28 von der Stadt betriebene Sporteinrichtungen, inklusive vier Stadien für Fußball, Baseball und Leichtathletik. Weiterhin betreiben zehn der 25 Bezirke eigene Sportzentren, vier weitere Bezirke bauen derzeit solche Einrichtungen. Darüber hinaus gibt es in der Stadt ein dichtes Netz an öffentlich zugänglichen sowie kostenlosen Fitnessgeräten.

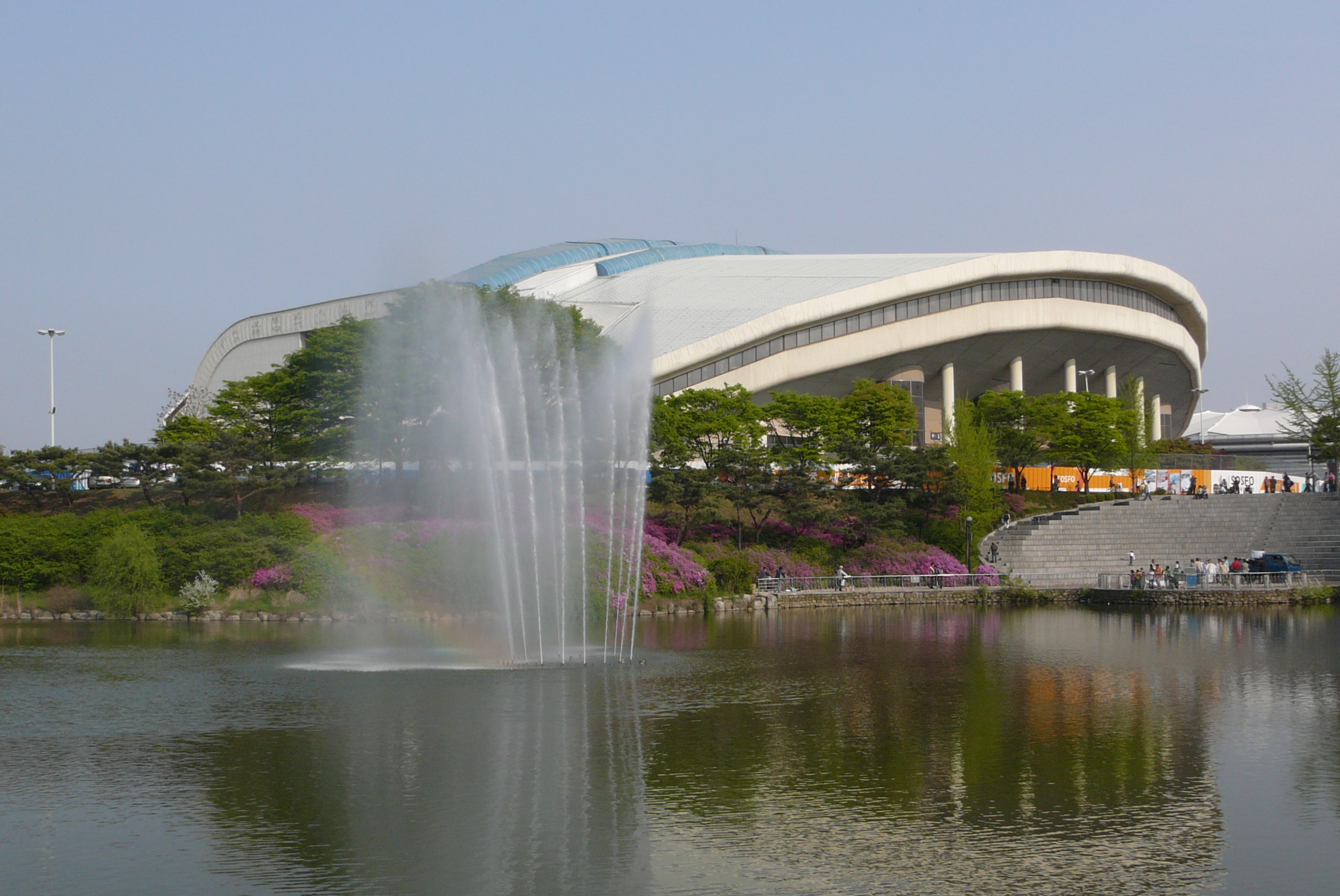
Olympia-Schwimmstadion

Am repräsentativsten sind die Sportanlagen des Jamsil Sports Complex im Bezirk Songpa-gu, die sich über eine Fläche von 0,59 Quadratkilometern ausbreiten. Hier wurden unter anderem die Asienspiele 1986, die Olympischen Sommerspiele 1988 sowie die Sommer-Paralympics 1988 abgehalten. Sie umfassen das Olympiastadion mit einer Kapazität für 100.000 Zuschauer, ein Baseballstadion, ein Hallenbad, eine Sporthalle, einen Sportplatz und einen Schülersportplatz. Daneben gibt es einen Komplex von Sportanlagen im Olympic Park Seoul.
Eines der größten Fußballstadien in Asien ist das für die Fußball-Weltmeisterschaft 2002 erbaute World-Cup-Stadion im Bezirk Mapo-gu. Es verfügt über 65.000 Sitzplätze, ist siebenstöckig und in der Grundform dem Soban, einem traditionellen koreanischen achteckigen Teetablett aus Holz nachempfunden worden. Im Stadiondach verbindet sich die Ausdrucksform des Bangpaeyeon, ein traditioneller schildförmiger Drachen, der die Hoffnungen der Menschen gen Himmel trägt, mit der Form des Hwangpodotbae, ein traditionelles Segelschiff auf dem Hangang. Die natürliche Linienführung des Stadions entspricht dem Dach sowie auch der Dachtraufe traditioneller Gebäude in Korea. Nach rund dreijährigen Bauarbeiten seit Oktober 1998 wurde das Stadion im November 2001 eröffnet.

#### Einheimische Sportvereine

##### Fußball
- Männer

| Ebene               | Liga       | Verein                                  | Heimstadion                                              |
| ------------------- | ---------- | --------------------------------------- | -------------------------------------------------------- |
| Höchste Spielklasse | K League 1 | FC Seoul                                | Seoul World Cup Stadium, Nord-Seoul                      |
| Zweithöchste        | K League 2 | Seoul E-Land FC                         | Olympiastadion Seoul, Südost-Seoul                       |
| Vierthöchste        | K4 League  | Seoul Nowon United FC Seoul Jungnang FC | Madeul-Stadion, Süd-Seoul Jungnang-Sportplatz, Ost-Seoul |

- Frauen

| Ebene               | Liga      | Verein    | Heimstadion      |
| ------------------- | --------- | --------- | ---------------- |
| Höchste Spielklasse | WK League | Seoul WFC | Hyochang-Stadion |

##### Baseball
Seoul ist Heimat dreier Baseball-Vereine der KBO League.
| Mannschaft    | Heimstadion            |
| ------------- | ---------------------- |
| LG Twins      | Baseballstadion Jamsil |
| Doosan Bears  | Baseballstadion Jamsil |
| Kiwoom Heroes | Gocheok Sky Dome       |

#### eSports
Seoul gilt als „Mekka“ des eSports. Schon früh haben sich Spartenkanäle auf die Übertragung von eSports-Wettkämpfen fokussiert. Der Sport wurde professionalisiert und die Korean eSports Association ist Mitglied des nationalen Olympischen Komitees.

### Regelmäßige Veranstaltungen

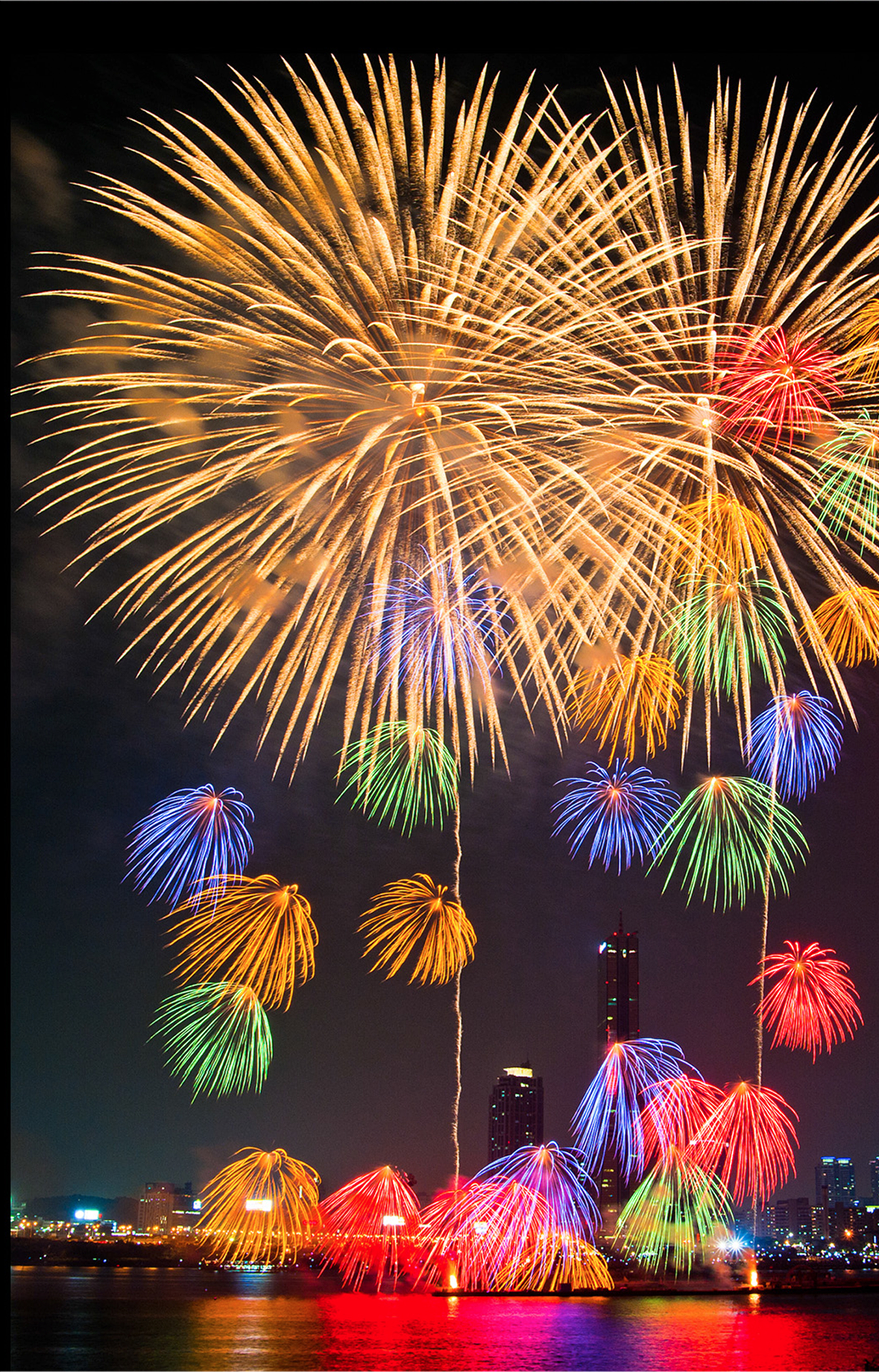
Jedes Jahr im Oktober oder November wird ein großes Feuerwerk veranstaltet. Im Hintergrund ist das 63 Building zu sehen.

Ende März bis Anfang April blühen die Kirschblüten, die zahlreich am See Seokchon als auch in Yeouido zu finden sind. Am 8. April nach dem Mondkalender findet zu Buddhas Geburtstag das Fest der Lotus-Laternen statt. Dabei werden die buddhistischen Klöster mit Laternen geschmückt und eine Laternenparade vom Yeouido Plaza zum Jogyesa-Tempel veranstaltet. Im Oktober oder November findet seit 2000 jährlich das Seoul International Fireworks Festival am Hangang bei Yeouido statt. Veranstaltet wird es durch das Chemiekonglomerat Hanwha und das Seoul Broadcasting System.
Mit der „Comic World“ findet in Seoul zudem regelmäßig eine Veranstaltung hinsichtlich Manhwa, Manga und Anime statt.

### Kulinarische Spezialitäten
Aufgrund seiner Größe verfügt die Stadt über eine sehr große Auswahl an Restaurants koreanischer und internationaler Küche in verschiedenen Preislagen. Es gibt sehr viele Restaurants, die Ähnlichkeiten mit Kantinen haben, aber 24 Stunden an 7 Tagen in der Woche geöffnet sind. Weiterhin finden sich in Seoul viele bekannte Fastfoodketten. Der Bezirk Myeongdong ist bekannt für das Gericht Kalguksu. Sehr beliebt sind Barbecue-Restaurants, in denen Speisen wie Bulgogi, Samgyeopsal und Galbi am Tisch gebraten werden. Dabei handelt es sich um dünne Fleischstreifen, die nach dem Braten in kleine Stücke geschnitten werden und mit Soßen und Gemüse verzehrt werden. In den vergangenen Jahren hat auch frittiertes Hühnchen koreanischer Art mit Bier (Chimaek) an Popularität gewonnen, gerade für Paare und Freunde.
Ein Kimchi-Gericht der Hauptstadtregion ist Chunggak. Hierbei wird Rettich zusammen mit den Blättern des Gewächses eingelegt oder in mehrere Würfel zerschnitten zubereitet. In Daerim-dong befindet sich ein Chinatown, wo man gut sino-koreanisch und chinesisch essen kann.

## Wirtschaft und Infrastruktur
Laut einer Studie von 2014 erwirtschaftete der Großraum Seoul ein Bruttoinlandsprodukt von 846 Milliarden US-Dollar (KKB). In der Rangliste der wirtschaftsstärksten Metropolregionen weltweit belegte er damit den 4. Platz. Die technologische Infrastruktur ist hoch entwickelt. Seoul wird als „bestverdrahtete Stadt“ der Welt bezeichnet. Die Stadt landete auf Platz eins in der Kategorie Technologie-Geneigtheit in einer Studie von PwC. An den meisten öffentlichen Orten gibt es freies Wi-Fi. Seit April 2019 stellen SK Telecom und KT landesweit den Mobilfunkstandard 5G bereit. Im Vergleich zu Europa verfügt Seoul zudem über ein dichtes Netz an jeweils öffentlich zugänglichen sowie kostenlosen Toiletten, Trinkwasserspendern und Fitnessgeräten. Die Fußgängerwege haben teilweise weiche Matten als Untergrund.

### Wirtschaft

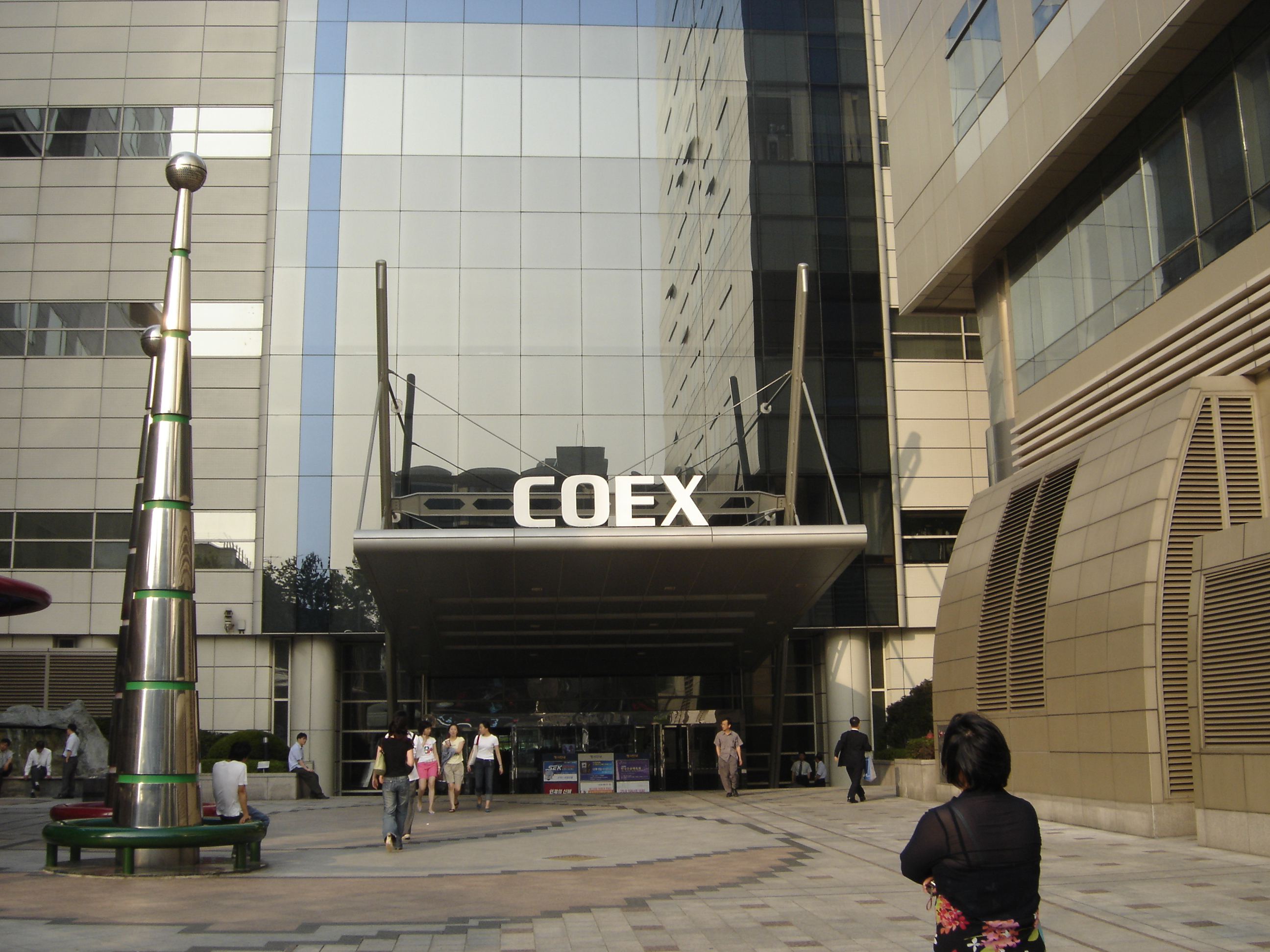
COEX Convention and Exhibition Center

Die Hauptstadt durchlebte nach dem Koreakrieg (1950–1953) bis in die Gegenwart einen raschen Modernisierungsprozess. Hierzu zählen der rasante Wandel von der vormodernen zur industriellen Gesellschaft und das schnelle Wirtschaftswachstum. Zwischen 1989 und 1998 wuchs die Wirtschaft Südkoreas jährlich um durchschnittlich 11,6 %. Die Arbeitslosenquote betrug 1997 nur 2,7 %. Wie allerdings ganz Korea wurde auch Seoul Ende 1997 von der Asienkrise durchgeschüttelt, die Arbeitslosigkeit sprang auf über 9 %, das BIP Südkoreas schrumpfte 1998 um 5,5 %. Seitdem hat sich die Lage aber rasch wieder gebessert.
Seoul beherbergt heute eine Vielzahl an Konglomeraten wie Samsung, LG, Hyundai, SK, Hanwha und Versorger wie Korea Electric Power Corporation. Wichtigste Industrieerzeugnisse der Stadt waren lange Zeit chemische Produkte, Textilien und Kleidung, sowie Maschinen und Druckerzeugnisse, wurden aber nach und nach durch IT und elektrische und elektronische Geräte an der Spitze abgelöst. Die meisten Leute sind im Dienstleistungssektor tätig. Wichtigstes Industriegebiet ist das Korea Export Industrial Complex, auch Guro Industrial Complex genannt, wo auf einer Fläche von 1,98 km² etwa 8000 Betriebe angesiedelt sind. Sie beschäftigen über 100.000 Mitarbeiter und sind vor allem in den Feldern Entwicklung, IT, Montage und Papierherstellung tätig. Die meisten Banken haben ihren Hauptsitz in Yeouido, wo auch die Börse Korea Exchange ihren Sitz hat.
Für das Jahr 2010 wurde Seoul von der World Design Organization zum World Design Capital nominiert.
Der Fremdenverkehr ist ebenfalls von wirtschaftlicher Bedeutung. Mit 10,2 Millionen ausländischen Besuchern stand Seoul 2016 auf Platz 10 der meistbesuchten Städte weltweit. Touristen brachten im selben Jahr Einnahmen von 12,3 Milliarden US-Dollar. Die meisten ausländischen Besucher stammten aus der Volksrepublik China.
In der landwirtschaftlich genutzten Umgebung von Seoul werden Soja, aber auch Hirse und Weizen angepflanzt.
Die Stadt besitzt mit dem nahen Incheon am Gelben Meer einen großen Hafen für die Ein- und Ausfuhr industrieller Güter und einen wichtigen Personen- und Güterflughafen. Seoul profitiert zusehends von der zentralen Lage Südkoreas zwischen der Volksrepublik China und Japan. Diese und Taiwan sind in weniger als zwei Flugstunden zu erreichen, innerhalb von fünf Stunden erreicht man die ebenfalls stark wachsenden Märkte Indonesien, Thailand sowie die Philippinen.
Auf Grund erfolgreicher Dezentralisierungspolitik hat Seoul seine schon in japanischer Kolonialzeit herausgebildete Stellung als bedeutendster Industriestandort des Landes eingebüßt, im Dienstleistungssektor seine Vorrangstellung jedoch unverändert beibehalten. So befinden sich fast alle Institutionen mit den höchsten staatlichen und privatwirtschaftlichen Verwaltungs-, Planungs- und Kontrollbefugnissen sowie deren Beschäftigte in der Hauptstadt. Auch fast alle großen Konzerne, Banken, Handelsunternehmen und Versicherungsgesellschaften Südkoreas haben ihren Hauptsitz in Seoul.

### Verkehr

#### Fernverkehr
Der 2001 eröffnete Incheon International Airport ist der bedeutendste internationale Flughafen der Hauptstadt. Die Mehrheit der südkoreanischen internationalen Flugverbindungen starten oder enden hier. Er liegt etwa 50 Kilometer westlich der Hauptstadt auf der Insel Yeongjongdo und ist an das Netz der Seoul Metro angebunden. Außerdem hat der Flughafen eine Autobahnanbindung, die auch von einer großen Anzahl an Shuttlebussen genutzt wird. Der Flughafen ersetzt den 18 Kilometer von Seoul entfernten Flughafen Gimpo als internationalen Knotenpunkt des Landes, welcher heute hauptsächlich nationale Strecken und Verbindungen zu anderen ostasiatischen Städten bedient.

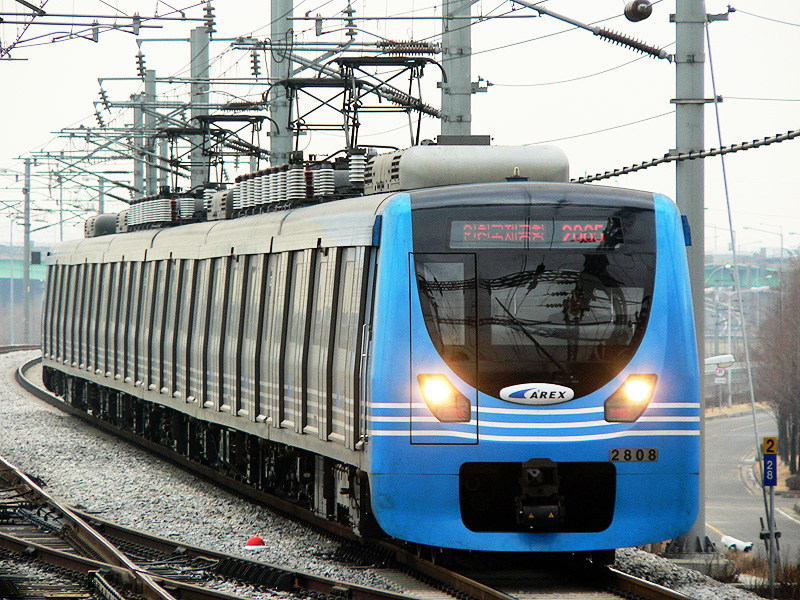
Die Schnellbahn zwischen Seoul Station und dem Incheon International Airport (AREX)

Seoul verfügt über drei große Bahnstationen: Seoul Station, Yongsan Station und Cheongnyangni Station. Seoul Station wurde ursprünglich von den Japanern erbaut und 1989 bis 1990 erweitert. Trotzdem musste zur Entlastung die 2004 eröffnete Yongsan Station neu errichtet werden. Das südkoreanische Eisenbahnnetz verbindet Seoul mit fast allen größeren Städten, die meistens südlich der Hauptstadt liegen. Am 30. März 2004 fuhr der Korea Train Express (KTX) über die erste Hochgeschwindigkeitsstrecke zwischen Seoul und Busan. Südkorea war damit das erste asiatische Land, das die französische Technologie des TGV (Hochgeschwindigkeitszug) einsetzte und inzwischen in Lizenz selbst produziert.
Seoul ist über ein ausgedehntes Autobahnnetz an Express- und Fernbussen an nahezu jede Stadt in Südkorea direkt angebunden. Wichtige Busbahnhöfe für Verbindungen zu anderen Städten sind das Gangnam Express Bus Terminal im Süden der Stadt, das Dong Seoul Bus Terminal im Osten an und das Seoul Sangbong Bus Terminal im Norden der Stadt. Von den etwa 70 Zielen, die mit Expressbussen von Seoul aus erreicht werden können, werden die meisten mindestens im Stundentakt, die wichtigsten im Takt von 10 bis 20 Minuten, angefahren. Neben den üblicherweise von circa 6 bis 21 Uhr verkehrenden Linien gibt es auch einige spezielle Nachtlinien, die bis 2 Uhr morgens betrieben werden. Intercity-Busse sind Linien, die kleinere und nähere Orte anfahren. Sie befahren nicht unbedingt Autobahnen, sondern auch andere Straßen und haben öfter Zwischenstationen. Dafür fahren sie deutlich mehr Ziele an und sind entsprechend günstiger als die Expressbusse.

#### Nahverkehr

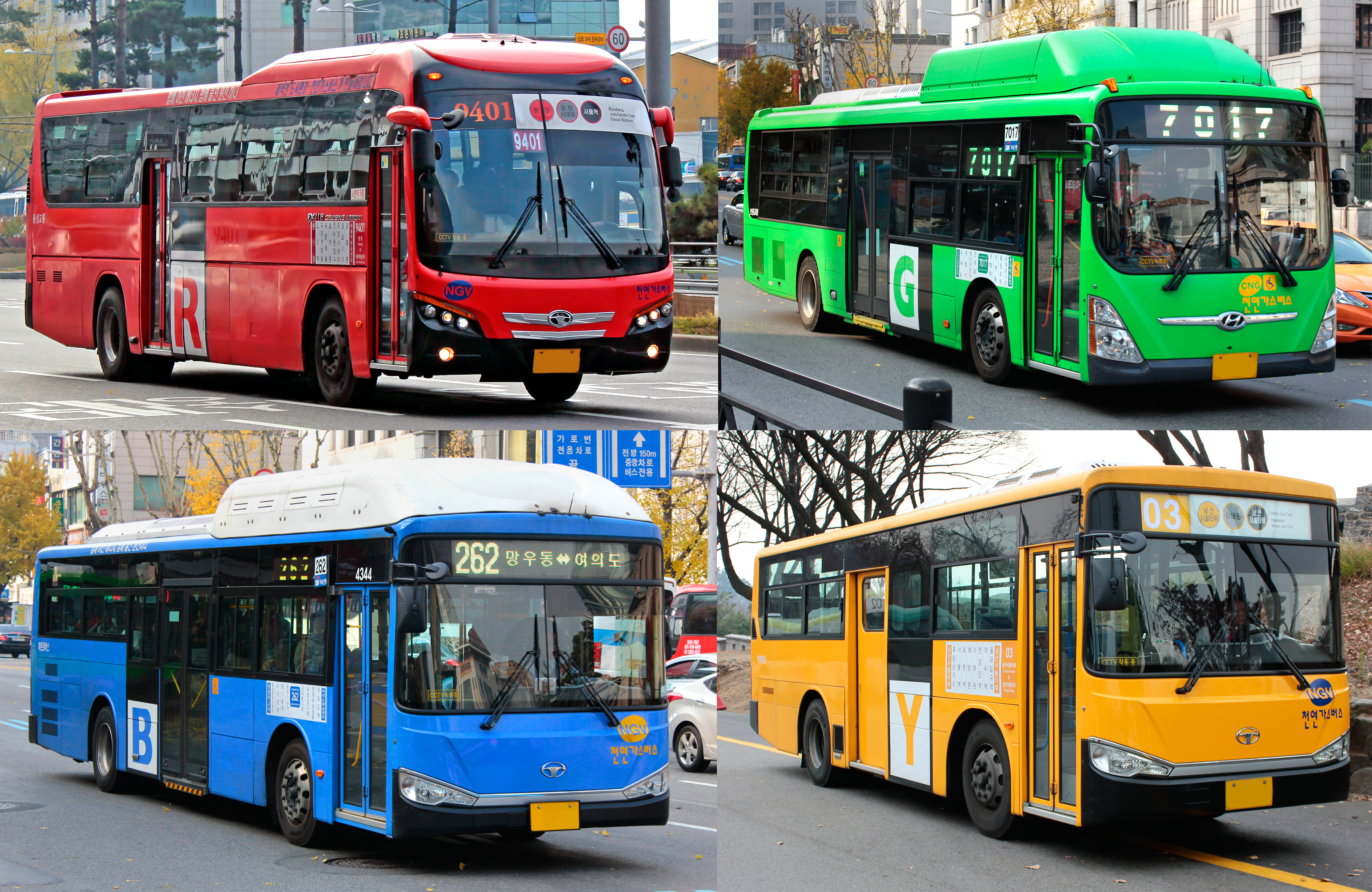
Busse in Seoul

Seoul besitzt ein dichtes und gut ausgebautes Straßennetz mit sechs Autobahnen. 19 große Stichstraßen führen in alle Richtungen vom Stadtzentrum weg, darüber hinaus gibt es drei Ringautobahnen um das Stadtzentrum. Die Gesamtlänge des Straßennetzes beträgt 7801 Kilometer (Stand 1999). Alle wichtigen Straßen sind mehrspurig ausgebaut, die breiteste ist die Sejongno mit 20 Spuren.
Die U-Bahn Seoul gehört zu den größten U-Bahnsystemen der Welt. Der erste Streckenabschnitt der U-Bahn Seoul wurde am 15. August 1974 eröffnet. Heute verkehrt sie auf einem Netz von neun Linien mit einer Länge 352 Kilometern, das ständig erweitert wird. Allerdings ist die Seouler U-Bahn auch an die Linie Incheons und den AREX etc. angebunden, die in die Streckenlänge hier nicht einbezogen sind. Die U-Bahn-Züge verkehren von 5:30 Uhr morgens bis 0:30 Uhr, auf einigen Strecken noch länger, üblicherweise im Abstand von vier bis sechs Minuten, zu Hauptverkehrszeiten alle drei bis vier Minuten. Die U-Bahn wird täglich von bis zu sieben Millionen Menschen benutzt. Einige neue Strecken haben drei Gleise, wobei auf dem mittleren Gleis Züge verkehren, die nur an Umsteigestationen halten, somit schneller sind. Ab dem 1. Mai 1899 gab es eine elektrische Straßenbahn in Seoul, deren Betrieb aber am 29. November 1968 eingestellt wurde.
Ebenfalls sehr gut ausgebaut ist das Stadtbussystem. Auf den über 400 Linien werden täglich über sieben Millionen Passagiere befördert. Es gibt vier Arten von Bussen: Hauptverkehrsbusse (blau), Nachbarschaftslinien (grün), Schnellbusse (rot) und Umlaufbusse (gelb). Hauptverkehrslinien werden üblicherweise von 5 Uhr bis Mitternacht bedient, die Busse fahren üblicherweise alle paar Minuten. Fahrzeiten werden meist elektronisch angezeigt. Heute benutzen viele Fahrgäste ihre Smartphone-Anwendungen, um nach den Zeiten oder Verbindungen zu sehen. Die Direktbuslinien werden von komfortabler eingerichteten Bussen bedient und halten seltener. Viele dieser Linien sind Pendlerlinien, die Seoul mit den Satellitenstädten verbinden. Nachbarschaftslinien verbinden ansonsten nicht angeschlossene Wohngebiete mit dem übrigen Busnetz.
Sowohl Einzelfahrten mit dem Bus als auch die entfernungsabhängig berechneten Fahrten mit der U-Bahn sind an mitteleuropäischen Preisen gemessen sehr günstig. In der Regel wird zur Bezahlung die Tmoney-Card oder ein Smartphone per NFC verwendet.
Das Fahrrad wird als Fortbewegungsmittel immer populärer. Der Hangang ist ein beliebter Ort für kleine Fahrradtouren. Außerhalb Seouls ist meist mehr Platz, so dass in dortigen Parks viele Fahrradfahrer zu finden sind. Das Fahrradverleihsystem Seouls nennt sich Ttareungi (따릉이) und auf Englisch Seoul Bike.

### Einkaufen

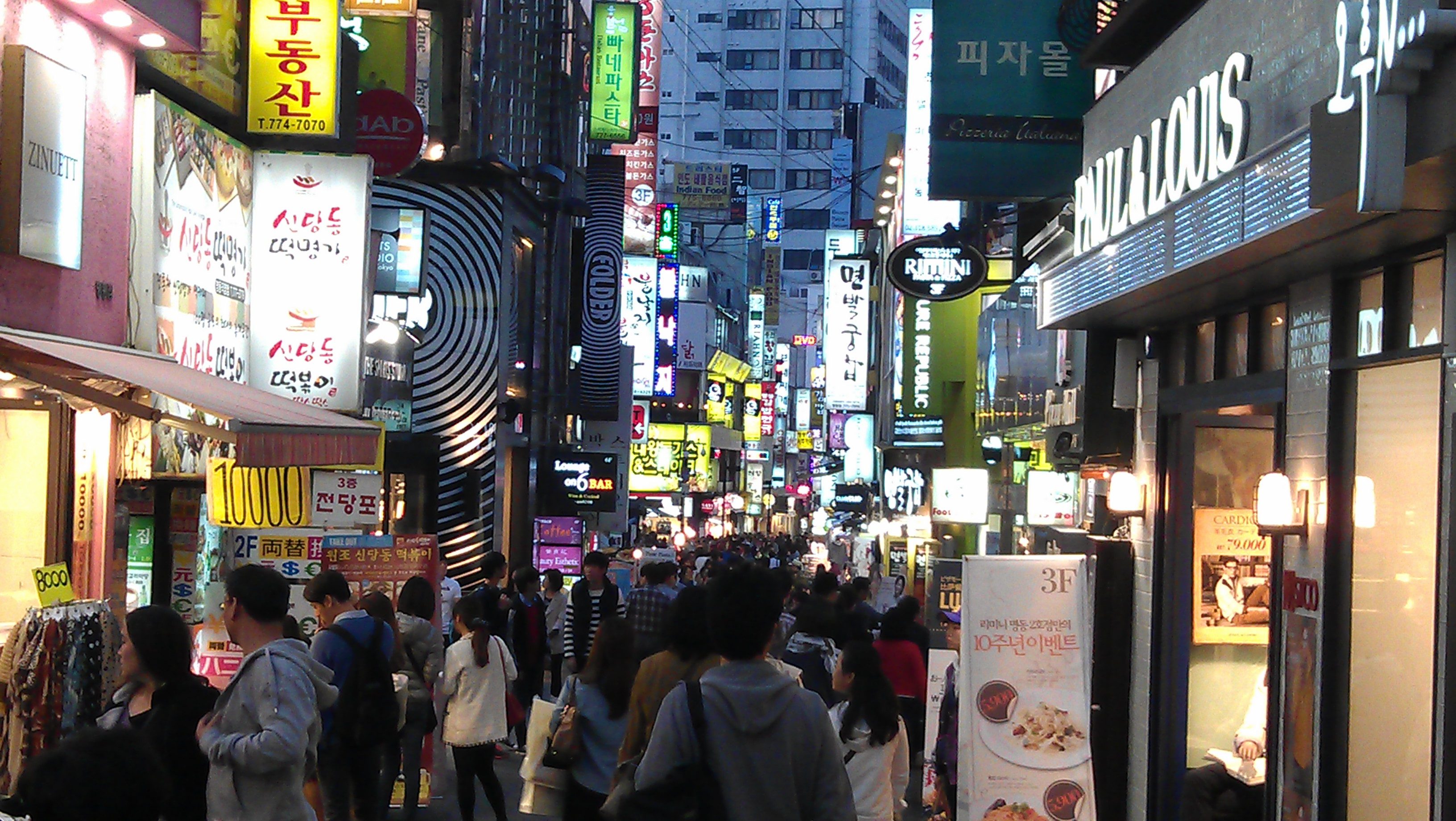
Myeongdong bei Nacht

Der größte Markt in ganz Südkorea ist der Dongdaemun-Markt am alten Osttor, dem Dongdaemun (Dong = Ost; Dae = groß; Mun = Tür). Von Haushaltswaren oder Elektroartikel, Schuhen und Kleidung bis zu Möbeln, kann hier alles erstanden werden. Ein weiterer bedeutender Markt in Seoul ist der Namdaemun-Markt, der sich im Osten des Südtores erstreckt. Dort gibt es auch einen Spezialitätenmarkt. Beliebt ist auch das Viertel Myeongdong, wo es zahlreiche Einkaufs- und Unterhaltungsmöglichkeiten sowie Streetfood gibt. Neben den vielen Märkten bietet Seoul auch die Möglichkeit in den zahlreichen Kaufhäusern und Geschäftsstraßen einzukaufen. An der Namdaemun-ro findet man direkt gegenüber dem Eingang nach Myeongdong rechts AVENUEL und links Lotte Young Plaza.
Die Straße hinauf liegt Shinsegae, gegenüber der Bank von Korea. Mit dem Times Square befindet sich eines der größten Kaufhäuser Seouls in Yeongdeungpo. Dort befindet sich auch die zweitgrößte Kinoleinwand der Welt im CGV Starium. Im Times Square finden auch immer wieder Filmpremieren statt. In Yongsan-gu befindet sich der Yongsan Electronics Market, der größte IT-Markt in Asien.

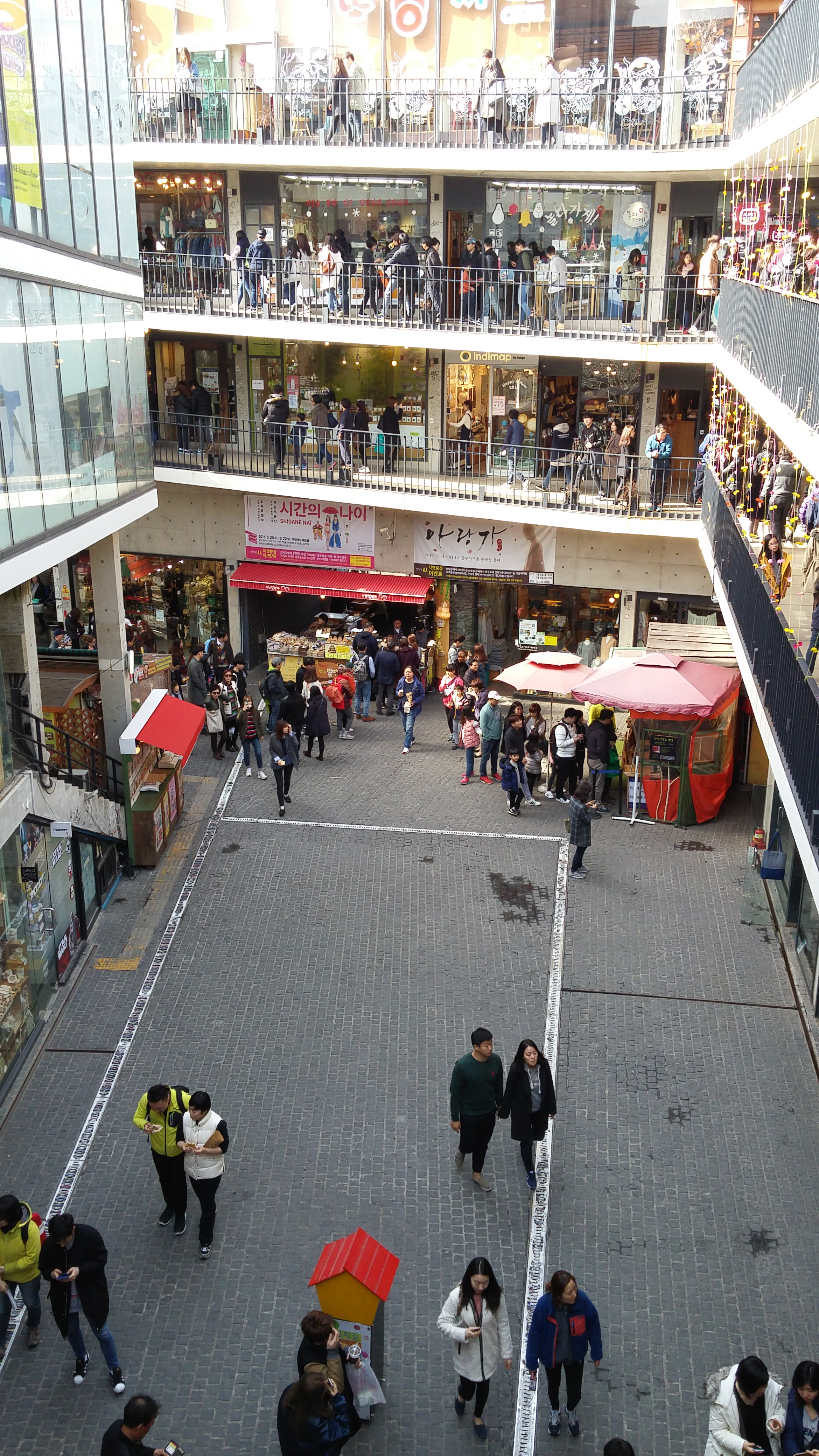
Ssamzigil in Insadong

Insadong ist ein Markt für Kunst und Kultur und vor allem auf Touristen ausgelegt. Dort können Antiquitäten und traditionelle Mitbringsel wie Bilder, Skulpturen und Kalligraphie erstanden werden. Außerdem befindet sich in Insadong die populäre Ssamzigil. Gangnam ist der reichste Stadtteil Seouls und beherbergt einige populäre Einkaufsstraßen und -häuser. Dazu zählen vor allem Apgujeong-dong, Cheongdam-dong und die dortige Modestraße Garosu-gil sowie die COEX Mall.
Ganze Einkaufsstraßen – wie beispielsweise unterhalb der Jongno und Euljiro – wurden in den Untergrund gebaut. Das Sogong Underground Shopping Center ist direkt an den Lotte Department Store, das Young Plaza und Avenuel in Myeongdong angeschlossen und war in den 1980er-Jahren populär; das Hoehyon Underground Shopping Center befindet sich zwischen Myeongdong und Namdaemun und war in den 1980er-Jahren für Langspielplatten ein beliebter Einkaufsort. In diesen und anderen zahlreichen Arkaden findet man ein breit gefächertes Angebot an Kleidung, Schmuck, Schreibwaren, Smartphones, Kameras, Souvenirs und Reproduktionen antiken Porzellans.

## Persönlichkeiten

### Persönlichkeiten, die in Seoul gewirkt haben
- Kim Jeon (1458–1523), koreanischer Politiker, neokonfuzianischer Philosoph und Dichter